# Elezioni parlamentari negli Stati Uniti d'America del 2020
Le elezioni parlamentari negli Stati Uniti d'America del 2020 si sono tenute il 3 novembre insieme alle elezioni presidenziali e a quelle governatoriali. Sono stati sottoposti ad elezione tutta la Camera dei rappresentanti e i 33 seggi del Senato appartenenti alla classe 2. Si sono svolte anche le elezioni speciali per due seggi del Senato di classe 3 a seguito di morte e dimissioni dei due senatori che li occupavano.
Pur avendo perso seggi alla Camera, i Democratici hanno mantenuto il controllo della Camera, ed hanno conquistato il controllo del Senato. Di conseguenza, i democratici hanno ottenuto il cosiddetto trifecta, cioè il controllo della Presidenza, della Camera e del Senato per la prima volta dalle elezioni del 2008. Donald Trump, perdendo la rielezione, è divenuto il primo presidente in carica sconfitto a perdere anche il controllo sia della Camera che del Senato, dopo che Herbert Hoover fece lo stesso nel 1932. Quella del 2020 è stata la prima volta dal 1980 in cui entrambe le camere hanno cambiato maggioranza in contemporanea ad un'elezione presidenziale, e la prima volta dal 1948 in cui questo è avvenuto a vantaggio dei democratici.
I democratici hanno perso seggi alla Camera, ma hanno mantenuto il controllo della camera con uno stretto margine; i democratici hanno conquistato tre seggi al Senato, ottenendo un totale di 50 seggi, ottenendone il controllo dato che la neo-eletta Vice Presidente Kamala Harris poteva votare in caso di parità. Nell'Election Day si sono tenute anche le elezioni per i sei delegati non votanti al Congresso per il Distretto di Columbia e per i Territori statunitensi.

## Senato
Prima delle elezioni, i Repubblicani, in Senato, avevano una maggioranza di 53 senatori a 47 per i Democratici.
I Democratici avevano quindi bisogno per riottenere la maggioranza di conquistare 3 o 4 seggi, a seconda dell'esito delle elezioni presidenziali.
Dei 33 seggi di classe 2 che si sono rinnovati nelle elezioni del 2020, 21 erano detenuti dai repubblicani e 12 dai democratici. I senatori eletti hanno iniziato il loro mandato il 3 gennaio 2021 per concluderlo il 3 gennaio 2027.
I 2 seggi di classe 3 sottoposti ad elezioni speciali nel 2020 erano entrambi detenuti dai repubblicani. I senatori eletti hanno iniziato il loro mandato immediatamente dopo le elezioni per concluderlo il 3 gennaio 2023.
Le elezioni hanno determinato il guadagno di 3 seggi da parte dei democratici che hanno vinto i seggi di Arizona e Colorado e i due della Georgia prima in mano ai repubblicani, perdendo invece quello dell'Alabama. Il nuovo Senato è risultato quindi composto da 50 democratici e 50 repubblicani. Tale composizione, insieme alla vittoria di Joe Biden e Kamala Harris nelle contemporanee elezioni presidenziali ha consentito ai democratici di conquistare la maggioranza, grazie al voto della vicepresidente Kamala Harris che rompeva la parità.

### Livello federale
| Partiti | Partiti      | Voti       | %      | Seggi        | Seggi    | Seggi    | Seggi         | Seggi   |  |
| Partiti | Partiti      | Voti       | %      | Pre elezioni | In palio | Ottenuti | Post elezioni | +/-     |  |
| ------- | ------------ | ---------- | ------ | ------------ | -------- | -------- | ------------- | ------- |  |
|         | Repubblicano | 39 834 647 | 49,29  | 53           | 23       | 20       | 50            | 3       |  |
|         | Democratico  | 38 011 916 | 47,03  | 45           | 12       | 15       | 48            | 3       |  |
|         | Libertario   | 1 454 128  | 1,80   | 0            | 0        | 0        | 0             | Stabile |  |
|         | Verde        | 258 348    | 0,32   | 0            | 0        | 0        | 0             | Stabile |  |
|         | Costituzione | 110 851    | 0,14   | 0            | 0        | 0        | 0             | Stabile |  |
|         | Indipendenti | 255 768    | 0,32   | 2            | 0        | 0        | 2             | Stabile |  |
|         | Altri        | 794 479    | 0,98   | 0            | 0        | 0        | 0             | Stabile |  |
|         | Write-in     | 100 946    | 0,12   | 0            | 0        | 0        | 0             | Stabile |  |
|         |              |            |        |              |          |          |               |         |  |
| Totale  | Totale       | 80 821 083 | 100,00 | 100          | 35       | 35       | 100           | Stabile |  |

### Risultati
Di seguito il riepilogo delle elezioni relative ai 33 seggi del Senato:
| Stato                | Senatore uscente    | Senatore uscente                                                                            | Democratici                               | Repubblicani                                                            | Altri                                                                 | Senatore eletto       | Senatore eletto          |
| -------------------- | ------------------- | ------------------------------------------------------------------------------------------- | ----------------------------------------- | ----------------------------------------------------------------------- | --------------------------------------------------------------------- | --------------------- | ------------------------ |
| Alabama              |                     | Doug Jones (D)                                                                              | Doug Jones - 39,7%                        | Tommy Tuberville - 60,1%                                                |                                                                       |                       | Tommy Tuberville (R)     |
| Alaska               |                     | Dan Sullivan (R)                                                                            | -                                         | Dan Sullivan - 53,9%                                                    | Al Gross (I) - 41,2% John Wayne Howe - 4,7%                           | Daniel Sullivan (R)   |                          |
| Arkansas             | Tom Cotton (R)      | -                                                                                           | Tom Cotton - 66,5%                        | Ricky Dale Harrington Jr. - 33,5%                                       | Tom Cotton (R)                                                        |                       |                          |
| Carolina del Nord    | Thom Tillis (R)     | Cal Cunningham - 46,9%                                                                      | Thom Tillis - 48,7%                       | Shannon Bray (L) - 3,1% Kevin Hayes (C) - 1,2%                          | Thom Tillis (R)                                                       |                       |                          |
| Carolina del Sud     | Lindsey Graham (R)  | Jaime Harrison - 44,2%                                                                      | Lindsey Graham - 54,5%                    | Bill Bledsoe (C) - 1,3%                                                 | Lindsey Graham (R)                                                    |                       |                          |
| Colorado             | Cory Gardner (R)    | John Hickenlooper - 53,4%                                                                   | Cory Gardner - 44,4%                      | Raymon Doane (L) - 1,7% Daniel Doyle - 0,3% Stephan Evans - 0,3%        |                                                                       | John Hickenlooper (D) |                          |
| Dakota del Sud       | Mike Rounds (R)     | Dan Ahlers - 34,2%                                                                          | Mike Rounds - 65,8%                       |                                                                         |                                                                       | Mike Rounds (R)       |                          |
| Delaware             |                     | Chris Coons (D)                                                                             | Chris Coons - 59,4%                       | Lauren Witzke - 37,9%                                                   | Mark Turley - 1,6% Nadine Frost (L) - 1,1%                            |                       | Chris Coons (D)          |
| Georgia              |                     | David Perdue (R)                                                                            | Jon Ossoff - 50,7% (Ball.)                | David Perdue - 49,3% (Ball.)                                            | -                                                                     | Jon Ossoff (D)        |                          |
| Idaho                | Jim Risch (R)       | Paulette Jordan - 33,3%                                                                     | Jim Risch - 62,6%                         | Natalie Fleming - 2,9% Ray Writz (C) - 1,2%                             |                                                                       | Jim Risch (R)         |                          |
| Illinois             |                     | Richard Durbin (D)                                                                          | Richard Durbin - 54,9%                    | Mark Curran - 38,9%                                                     | Willie Wilson - 4,0% Danny Malouf - 1,3% David F. Black (V) - 0,9%    |                       | Richard Durbin (D)       |
| Iowa                 |                     | Joni Ernst (R)                                                                              | Theresa Greenfield - 45,2%                | Joni Ernst - 51,8%                                                      | Rick Stewart (L) - 2,2% Suzanne Herzog (I) - 0,8%                     |                       | Joni Ernst (R)           |
| Kansas               | Pat Roberts (R)     | Barbara Bollier - 41,8%                                                                     | Roger Marshall - 53,2%                    | Jason Buckley (L) - 5,0%                                                | Roger Marshall (R)                                                    |                       |                          |
| Kentucky             | Mitch McConnell (R) | Amy McGrath - 38,2%                                                                         | Mitch McConnell - 57,8%                   | Brad Barron (L) - 4,0%                                                  | Mitch McConnell (R)                                                   |                       |                          |
| Louisiana            | Bill Cassidy (R)    | Adrian Perkins - 19,0% Champ Edwards - 11,1% Antoine - Pierce 2,7% Drew David Knight - 1,8% | Bill Cassidy - 59,3% Dustin Murphy - 1,9% | Altri - 4,2%                                                            | Bill Cassidy (R)                                                      |                       |                          |
| Maine                | Susan Collins (R)   | Sara Gideon - 42,4%                                                                         | Susan Collins - 51,0%                     | Lisa Savage - 5,0% Max Linn (I) - 1,6%                                  | Susan Collins (R)                                                     |                       |                          |
| Massachusetts        |                     | Ed Markey (D)                                                                               | Ed Markey - 66,2%                         | Kevin O'Connor - 33,0%                                                  | Write-in - 0,8%                                                       |                       | Edn Markey (D)           |
| Michigan             | Gary Peters (D)     | Gary Peters - 49,9%                                                                         | John James - 48,2%                        | Valerie Willis - 0,9% Marcia Squier (V) - 0,7% Doug Dern - 0,2%         | Gary Peters (D)                                                       |                       |                          |
| Minnesota            | Tina Smith (D)      | Tina Smith - 48,8%                                                                          | Jason Lewis - 43,5%                       | Kevin O'Connor - 5,9% Oliver Steinberg - 1,8%                           | Tina Smith (D)                                                        |                       |                          |
| Mississippi          |                     | Cindy Hyde-Smith (R)                                                                        | Mike Espy - 44,1%                         | Cindy Hyde-Smith - 54,1%                                                | Jimmy Edwards - 1,8% Write-in - 0,1%                                  |                       | Cindy Hyde-Smith (R)     |
| Montana              | Steve Daines (R)    | Steve Bullock - 45,0%                                                                       | Steve Daines - 55,0%                      |                                                                         | Steve Daines (R)                                                      |                       |                          |
| Nebraska             | Ben Sasse (R)       | Chris Janicek - 24,4%                                                                       | Ben Sasse - 62,7%                         | Preston Love Jr. - 6,3% Gene Siadek (L) - 5,0%                          | Ben Sasse (R)                                                         |                       |                          |
| New Hampshire        |                     | Jeanne Shaheen (D)                                                                          | Jeanne Shaheen - 56,7%                    | Corky Messner - 41,0%                                                   | Justin O'Donnell (L) - 2,3%                                           |                       | Jeanne Shaheen (D)       |
| New Jersey           | Cory Booker (D)     | Cory Booker - 57,2%                                                                         | Rik Mehta - 40,9%                         | Madelyn R. Hoffman - 0,9% Veronica Fernandez - 0,7% Daniel Burke - 0,3% | Cory Booker (D)                                                       |                       |                          |
| Nuovo Messico        | Tom Udall (D)       | Ben Ray Luján - 51,7%                                                                       | Mark Ronchetti - 45,6%                    | Bob Walsh (L) - 2,6%                                                    | Ben Ray Luján (D)                                                     |                       |                          |
| Oklahoma             |                     | Jim Inhofe (R)                                                                              | Abby Broyles - 32,8%                      | Jim Inhofe - 62,9%                                                      | Robert Murphy (L) - 2,2% Joan Farr (I) - 1,4% A. D. Nesbit (I) - 0,7% |                       | Jim Inhofe (R)           |
| Oregon               |                     | Jeff Merkley (D)                                                                            | Jeff Merkley - 56,9%                      | Jo Rae Perkins - 39,3%                                                  | Gary Dye (L) - 1,8% Ibrahim Taher - 1,8% Write-in - 0,1%              |                       | Jeff Merkley (D)         |
| Rhode Island         | Jack Reed (D)       | Jack Reed - 66,6%                                                                           | Allen Waters - 33,4%                      |                                                                         | Jack Reed (D)                                                         |                       |                          |
| Tennessee            |                     | Lamar Alexander (R)                                                                         | Marquita Bradshaw - 35,2%                 | Bill Hagerty - 62,2%                                                    | Altri - 1,9%                                                          |                       | Bill Hagerty (R)         |
| Texas                | John Cornyn (R)     | MJ Hegar - 43,9%                                                                            | John Cornyn - 53,5%                       | Kerry McKennon (L) - 1,9% David B. Collins (V) - 0,7%                   | John Cornyn (R)                                                       |                       |                          |
| Virginia             |                     | Mark Warner (D)                                                                             | Mark Warner - 56,0%                       | Daniel Gade - 43,9%                                                     |                                                                       |                       | Mark Warner (D)          |
| Virginia Occidentale |                     | Shelley Moore Capito (R)                                                                    | Paula J. Swearengin - 27,0%               | Shelley Moore Capito - 70,3%                                            | David Moran (L) - 2,7%                                                |                       | Shelley Moore Capito (R) |
| Wyoming              | Mike Enzi (R)       | Merav Ben-David - 26,9%                                                                     | Cynthia Lummis - 73,1%                    |                                                                         | Cynthia Lummis (R)                                                    |                       |                          |

### Elezioni speciali
Di seguito il riepilogo delle elezioni speciali relative ai 2 seggi del Senato di classe 3:
| Stato   | Senatore uscente   | Senatore uscente                | Democratici                    | Repubblicani           | Altri               | Senatore eletto | Senatore eletto |
| ------- | ------------------ | ------------------------------- | ------------------------------ | ---------------------- | ------------------- | --------------- | --------------- |
| Arizona |                    | Martha McSally (R)              | Mark Kelly - 51,2%             | Martha McSally - 48,8% |                     |                 | Mark Kelly (D)  |
| Georgia | Kelly Loeffler (R) | Raphael Warnock - 50,7% (Ball.) | Kelly Loeffler - 49,3% (Ball.) | -                      | Raphael Warnock (D) |                 |                 |

## Camera dei rappresentanti
Prima delle elezioni, la Camera dei rappresentanti era controllata dai Democratici con una maggioranza di 235 deputati a 199. I Repubblicani avevano quindi necessità di conquistare 17 seggi per riottenere la maggioranza. I deputati eletti iniziarono il loro mandato il 3 gennaio 2021 per concluderlo il 3 gennaio 2023.

### Livello federale
| Partiti                                          | Partiti      | Voti        | Voti   | Voti    | Seggi | Seggi | Seggi | Seggi  |
| Partiti                                          | Partiti      | Voti        | %      | Var.    | 2020  | 2022  | +/−   | %      |
| ------------------------------------------------ | ------------ | ----------- | ------ | ------- | ----- | ----- | ----- | ------ |
|                                                  | Democratico  | 77 122 690  | 50,3%  | 3,1%    | 235   | 222   | 13    | 51,0%  |
|                                                  | Repubblicano | 72 466 576  | 47,2%  | 2,4%    | 199   | 213   | 14    | 49,0%  |
|                                                  | Libertario   | 1 100 639   | 0,7%   | Stabile | -     | -     | -     | -      |
|                                                  | Indipendenti | 431 984     | 0,3%   | 0,2%    | -     | -     | -     | -      |
|                                                  | Verde        | 90 121      | 0,1%   | 0,1%    | -     | -     | -     | -      |
|                                                  | Costituzione | 77 848      | 0,1%   | Stabile | -     | -     | -     | -      |
|                                                  | Altri        | 1 982 993   | 1,3%   | 1,3%    | -     | -     | -     | -      |
|                                                  | Write-in     | 158 554     | 0,1%   | 0,1%    | -     | -     | -     | -      |
| Totale                                           | Totale       | 153 431 405 | 100,0% | -       | 434   | 435   | 1     | 100.0% |
| Fonte: Election Statistics - Office of the Clerk |              |             |        |         |       |       |       |        |

### Dettaglio per stato
| Stato                | Seggi totali | Democratici | Democratici | Repubblicani | Repubblicani |
| Stato                | Seggi totali | Seggi       | Var.        | Seggi        | Var.         |
| -------------------- | ------------ | ----------- | ----------- | ------------ | ------------ |
| Alabama              | 7            | 1           | Stabile     | 6            | Stabile      |
| Alaska               | 1            | 0           | Stabile     | 1            | Stabile      |
| Arizona              | 9            | 5           | Stabile     | 4            | Stabile      |
| Arkansas             | 4            | 0           | Stabile     | 4            | Stabile      |
| California           | 53           | 42          | 4           | 11           | 4            |
| Carolina del Nord    | 13           | 5           | 2           | 8            | 2            |
| Carolina del Sud     | 7            | 1           | 1           | 6            | 1            |
| Colorado             | 7            | 4           | Stabile     | 3            | Stabile      |
| Connecticut          | 5            | 5           | Stabile     | 0            | Stabile      |
| Dakota del Nord      | 1            | 0           | Stabile     | 1            | Stabile      |
| Dakota del Sud       | 1            | 0           | Stabile     | 1            | Stabile      |
| Delaware             | 1            | 1           | Stabile     | 0            | Stabile      |
| Florida              | 27           | 11          | 2           | 16           | 2            |
| Georgia              | 14           | 6           | 1           | 8            | 1            |
| Hawaii               | 2            | 2           | Stabile     | 0            | Stabile      |
| Idaho                | 2            | 0           | Stabile     | 2            | Stabile      |
| Illinois             | 18           | 13          | Stabile     | 5            | Stabile      |
| Indiana              | 9            | 2           | Stabile     | 7            | Stabile      |
| Iowa                 | 4            | 1           | 2           | 3            | 2            |
| Kansas               | 4            | 1           | Stabile     | 3            | Stabile      |
| Kentucky             | 6            | 1           | Stabile     | 5            | Stabile      |
| Louisiana            | 6            | 1           | Stabile     | 5            | Stabile      |
| Maine                | 2            | 2           | Stabile     | 0            | Stabile      |
| Maryland             | 8            | 7           | Stabile     | 1            | Stabile      |
| Massachusetts        | 9            | 9           | Stabile     | 0            | Stabile      |
| Michigan             | 14           | 7           | Stabile     | 7            | 1            |
| Minnesota            | 8            | 4           | 1           | 4            | 1            |
| Mississippi          | 4            | 1           | Stabile     | 3            | Stabile      |
| Missouri             | 8            | 2           | Stabile     | 6            | Stabile      |
| Montana              | 1            | 0           | Stabile     | 1            | Stabile      |
| Nebraska             | 3            | 0           | Stabile     | 3            | Stabile      |
| Nevada               | 4            | 3           | Stabile     | 1            | Stabile      |
| New Hampshire        | 2            | 2           | Stabile     | 0            | Stabile      |
| New Jersey           | 12           | 10          | 1           | 2            | 1            |
| New York             | 27           | 19          | 2           | 8            | 2            |
| Nuovo Messico        | 3            | 2           | 1           | 1            | 1            |
| Ohio                 | 16           | 4           | Stabile     | 12           | Stabile      |
| Oklahoma             | 5            | 0           | 1           | 5            | 1            |
| Oregon               | 5            | 4           | Stabile     | 1            | Stabile      |
| Pennsylvania         | 18           | 9           | Stabile     | 9            | Stabile      |
| Rhode Island         | 2            | 2           | Stabile     | 0            | Stabile      |
| Tennessee            | 9            | 2           | Stabile     | 7            | Stabile      |
| Texas                | 36           | 13          | Stabile     | 23           | Stabile      |
| Utah                 | 4            | 0           | 1           | 4            | 1            |
| Vermont              | 1            | 1           | Stabile     | 0            | Stabile      |
| Virginia             | 11           | 7           | Stabile     | 4            | Stabile      |
| Virginia Occidentale | 3            | 0           | Stabile     | 3            | Stabile      |
| Washington           | 10           | 7           | Stabile     | 3            | Stabile      |
| Wisconsin            | 8            | 3           | Stabile     | 5            | Stabile      |
| Wyoming              | 1            | 0           | Stabile     | 1            | Stabile      |
| Totale               | 435          | 222         | 13          | 213          | 14           |

### Dettaglio per distretto
| Stato                | Distretto | Deputato uscente             | Deputato uscente                               | Democratici                                  | Repubblicani | Altri                                                                    | Deputato eletto            | Deputato eletto            |
| -------------------- | --------- | ---------------------------- | ---------------------------------------------- | -------------------------------------------- | --- | ------------------------------------------------------------------------ | -------------------------- | -------------------------- |
| Alabama              | 1         |                              | Bradley Byrne (R)                              | James Averhart - 35,6%                       | Jerry Carl - 64,4% |                                                                          |                            | Jerry Carl (R)             |
| Alabama              | 2         | Martha Roby (R)              | Phyllis Harvey-Hall - 34,7%                    | Barry Moore - 65,2%                          | | Barry Moore (R)                                                          |                            |                            |
| Alabama              | 3         | Mike Rogers (R)              | Adia Winfrey - 32,5%                           | Mike Rogers - 67,5%                          | | Mike Rogers (R)                                                          |                            |                            |
| Alabama              | 4         | Robert Aderholt (R)          | Rick Neighbors - 17,7%                         | Robert Aderholt - 82,3%                      | | Robert Aderholt (R)                                                      |                            |                            |
| Alabama              | 5         | Mo Brooks (R)                | -                                              | Mo Brooks                                    | | Mo Brooks (R)                                                            |                            |                            |
| Alabama              | 6         | Gary Palmer (R)              | -                                              | Gary Palmer                                  | | Gary Palmer (R)                                                          |                            |                            |
| Alabama              | 7         |                              | Terri Sewell (D)                               | Terri Sewell                                 | - |                                                                          |                            | Terri Sewell (D)           |
| Alaska               | Unico     |                              | Don Young (R)                                  | -                                            | Don Young - 54,4% | Alyse Galvin (I) - 45,3%                                                 |                            | Don Young (R)              |
| Arizona              | 1         |                              | Tom O'Halleran (D)                             | Tom O'Halleran - 51,6%                       | Tiffany Shedd - 48,4% |                                                                          |                            | Tom O'Halleran (D)         |
| Arizona              | 2         | Ann Kirkpatrick (D)          | Ann Kirkpatrick - 55,1%                        | Brandon Martin - 44,9%                       | | Ann Kirkpatrick (D)                                                      |                            |                            |
| Arizona              | 3         | Raúl Grijalva (D)            | Raúl Grijalva - 64,6%                          | Daniel Wood - 35,4%                          | | Raúl Grijalva (D)                                                        |                            |                            |
| Arizona              | 4         |                              | Paul Gosar (R)                                 | Delina DiSanto - 30,2%                       | Paul Gosar - 69,7% |                                                                          |                            | Paul Gosar (R)             |
| Arizona              | 5         | Andy Biggs (R)               | Joan Greene - 41,1%                            | Andy Biggs - 58,9%                           | | Andy Biggs (R)                                                           |                            |                            |
| Arizona              | 6         | David Schweikert (R)         | Hiral Tipirneni - 47,8%                        | David Schweikert - 52,2%                     | | David Schweikert (R)                                                     |                            |                            |
| Arizona              | 7         |                              | Ruben Gallego (D)                              | Ruben Gallego - 76,7%                        | Joshua Barnett - 23,3% |                                                                          |                            | Ruben Gallego (D)          |
| Arizona              | 8         |                              | Debbie Lesko (R)                               | Michael Muscato - 40,4%                      | Debbie Lesko - 59,6% |                                                                          |                            | Debbie Lesko (R)           |
| Arizona              | 9         |                              | Greg Stanton (D)                               | Greg Stanton - 61,6%                         | Dave Giles - 38,4% |                                                                          |                            | Greg Stanton (D)           |
| Arkansas             | 1         |                              | Rick Crawford (R)                              | -                                            | Rick Crawford |                                                                          |                            | Rick Crawford (R)          |
| Arkansas             | 2         | French Hill (R)              | Joyce Elliott - 44,6%                          | French Hill - 55,4%                          | | French Hill (R)                                                          |                            |                            |
| Arkansas             | 3         | Steve Womack (R)             | Celeste Williams - 31,8%                       | Steve Womack - 64,3%                         | Michael Kalagias (L) - 3,9%                                                                                                 | Steve Womack (R)                                                         |                            |                            |
| Arkansas             | 4         | Bruce Westerman (R)          | William Hanson - 27,5%                         | Bruce Westerman - 69,7%                      | Frank Gilbert (L) - 2,8% | Bruce Westerman (R)                                                      |                            |                            |
| California           | 1         | Doug LaMalfa (R)             | Audrey Denney - 43,0%                          | Doug LaMalfa - 57,0%                         | | Doug LaMalfa (R)                                                         |                            |                            |
| California           | 2         |                              | Jared Huffman (D)                              | Jared Huffman - 75,7%                        | Dale Mensing - 24,3% |                                                                          |                            | Jared Huffman (D)          |
| California           | 3         | John Garamendi (D)           | John Garamendi - 54,7%                         | Tamika Hamilton - 45,3%                      | | John Garamendi (D)                                                       |                            |                            |
| California           | 4         |                              | Tom McClintock (R)                             | Brynne Kennedy - 44,1%                       | Tom McClintock - 55,9% |                                                                          |                            | Tom McClintock (R)         |
| California           | 5         |                              | Mike Thompson (D)                              | Mike Thompson - 76,1%                        | Scott Giblin - 23,9% |                                                                          |                            | Mike Thompson (D)          |
| California           | 6         | Doris Matsui (D)             | Doris Matsui - 73,3%                           | Chris Bish - 26,7%                           | | Doris Matsui (D)                                                         |                            |                            |
| California           | 7         | Ami Bera (D)                 | Ami Bera - 56,6%                               | Buzz Patterson - 43,4%                       | | Ami Bera (D)                                                             |                            |                            |
| California           | 8         |                              | Paul Cook (R)                                  | Christine Bubser - 43,9%                     | Jay Obernolte - 56,1% |                                                                          |                            | Jay Obernolte (R)          |
| California           | 9         |                              | Jerry McNerney (D)                             | Jerry McNerney - 57,6%                       | Tony Amador - 42,4% |                                                                          |                            | Jerry McNerney (D)         |
| California           | 10        | Josh Harder (D)              | Josh Harder - 55,2%                            | Ted Howze - 44,8%                            | | Josh Harder (D)                                                          |                            |                            |
| California           | 11        | Mark DeSaulnier (D)          | Mark DeSaulnier - 73,0%                        | Nisha Sharma - 27,0%                         | | Mark DeSaulnier (D)                                                      |                            |                            |
| California           | 12        | Nancy Pelosi (D)             | Nancy Pelosi - 77,6% Shahid Buttar - 22,4%     | -                                            | | Nancy Pelosi (D)                                                         |                            |                            |
| California           | 13        | Barbara Lee (D)              | Barbara Lee - 90,4%                            | Nikka Piterman - 9,6%                        | | Barbara Lee (D)                                                          |                            |                            |
| California           | 14        | Jackie Speier (D)            | Jackie Speier - 79,3%                          | Ran Petel - 20,7%                            | | Jackie Speier (D)                                                        |                            |                            |
| California           | 15        | Eric Swalwell (D)            | Eric Swalwell - 70,9%                          | Alison Hayden - 29,1%                        | | Eric Swalwell (D)                                                        |                            |                            |
| California           | 16        | Jim Costa (D)                | Jim Costa - 59,4%                              | Kevin Cookingham - 40,6%                     | | Jim Costa (D)                                                            |                            |                            |
| California           | 17        | Ro Khanna (D)                | Ro Khanna - 71,3%                              | Ritesh Tandon - 28,7%                        | | Ro Khanna (D)                                                            |                            |                            |
| California           | 18        | Anna Eshoo (D)               | Anna Eshoo - 63,2% Rishi Kumar - 36,8%         | -                                            | | Anna Eshoo (D)                                                           |                            |                            |
| California           | 19        | Zoe Lofgren (D)              | Zoe Lofgren - 71,7%                            | Justin Aguilera - 28,3%                      | | Zoe Lofgren (D)                                                          |                            |                            |
| California           | 20        | Jimmy Panetta (D)            | Jimmy Panetta - 76,8%                          | Jeff Gorman - 23,2%                          | | Jimmy Panetta (D)                                                        |                            |                            |
| California           | 21        | TJ Cox (D)                   | T.J. Cox - 49,6%                               | David Valadao - 50,4%                        | |                                                                          | David Valadao (R)          |                            |
| California           | 22        |                              | Devin Nunes (R)                                | Phil Arballo - 45,8%                         | Devin Nunes - 54,2% |                                                                          | Devin Nunes (R)            |                            |
| California           | 23        | Kevin McCarthy (R)           | Kim Mangone - 37,9%                            | Kevin McCarthy - 62,1%                       | | Kevin McCarthy (R)                                                       |                            |                            |
| California           | 24        |                              | Salud Carbajal (D)                             | Salud Carbajal - 58,7%                       | Andy Caldwell - 41,3% |                                                                          |                            | Salud Carbajal (D)         |
| California           | 25        |                              | Mike Garcia (R)                                | Christy Smith - 49,95%                       | Mike Garcia - 50,05% |                                                                          |                            | Mike Garcia (R)            |
| California           | 26        |                              | Julia Brownley (D)                             | Julia Brownley - 60,6%                       | Ronda Kennedy - 39,4% |                                                                          |                            | Julia Brownley (D)         |
| California           | 27        | Judy Chu (D)                 | Judy Chu - 69,8%                               | Johnny Nalbandian - 30,2%                    | | Judy Chu (D)                                                             |                            |                            |
| California           | 28        | Adam Schiff (D)              | Adam Schiff - 72,7%                            | Eric Early - 27,3%                           | | Adam Schiff (D)                                                          |                            |                            |
| California           | 29        | Tony Cardenas (D)            | Tony Cardenas - 56,6% Angélica Dueñas - 43,4%  | -                                            | | Tony Cardenas (D)                                                        |                            |                            |
| California           | 30        | Brad Sherman (D)             | Brad Sherman - 69,5%                           | Mark Reed - 30,5%                            | | Brad Sherman (D)                                                         |                            |                            |
| California           | 31        | Pete Aguilar (D)             | Pete Aguilar - 61,3%                           | Agnes Gibboney - 38,7%                       | | Pete Aguilar (D)                                                         |                            |                            |
| California           | 32        | Grace Napolitano (D)         | Grace Napolitano - 66,6%                       | Joshua Scott - 33,4%                         | | Grace Napolitano (D)                                                     |                            |                            |
| California           | 33        | Ted Lieu (D)                 | Ted Lieu - 67,6%                               | James Bradley - 32,4%                        | | Ted Lieu (D)                                                             |                            |                            |
| California           | 34        | Jimmy Gomez (D)              | Jimmy Gomez - 53,0% David Kim - 47,0%          | -                                            | | Jimmy Gomez (D)                                                          |                            |                            |
| California           | 35        | Norma Torres (D)             | Norma Torres - 69,3%                           | Mike Cargile - 30,7%                         | | Norma Torres (D)                                                         |                            |                            |
| California           | 36        | Raul Ruiz (D)                | Raul Ruiz - 60,3%                              | Erin Cruz - 39,7%                            | | Raul Ruiz (D)                                                            |                            |                            |
| California           | 37        | Karen Bass (D)               | Karen Bass - 85,9%                             | Errol Webber - 14,1%                         | | Karen Bass (D)                                                           |                            |                            |
| California           | 38        | Linda Sánchez (D)            | Linda Sánchez - 74,3% Michael Tolar - 25,7%    | -                                            | | Linda Sánchez (D)                                                        |                            |                            |
| California           | 39        | Gil Cisneros (D)             | Gil Cisneros - 49,4%                           | Young Kim - 50,6%                            | |                                                                          | Young Kim (R)              |                            |
| California           | 40        | Lucille Roybal-Allard (D)    | Lucille Roybal-Allard - 72,7%                  | Antonio Delgado - 27,3%                      | |                                                                          | Lucille Roybal-Allard (D)  |                            |
| California           | 41        | Mark Takano (D)              | Mark Takano - 64,0%                            | Aja Smith - 36,0%                            | | Mark Takano (D)                                                          |                            |                            |
| California           | 42        |                              | Ken Calvert (R)                                | Liam O'Mara - 42,9%                          | Ken Calvert - 57,1% |                                                                          |                            | Ken Calvert (R)            |
| California           | 43        |                              | Maxine Waters (D)                              | Maxine Waters - 71,7%                        | Joe Collins - 28,3% |                                                                          |                            | Maxine Waters (D)          |
| California           | 44        | Nanette Barragán (D)         | Nanette Barragán - 67,8% Analilia Joya - 32,2% | -                                            | | Nanette Barragán (D)                                                     |                            |                            |
| California           | 45        | Katie Porter (D)             | Katie Porter - 53,5%                           | Greg Raths - 46,5%                           | | Katie Porter (D)                                                         |                            |                            |
| California           | 46        | Lou Correa (D)               | Lou Correa - 68,8%                             | James Waters - 31,2%                         | | Lou Correa (D)                                                           |                            |                            |
| California           | 47        | Alan Lowenthal (D)           | Alan Lowenthal - 63,3%                         | John Briscoe - 36,7%                         | | Alan Lowenthal (D)                                                       |                            |                            |
| California           | 48        | Harley Rouda (D)             | Harley Rouda - 48,9%                           | Michelle Steel - 51,1%                       | |                                                                          | Michelle Steel (R)         |                            |
| California           | 49        | Mike Levin (D)               | Mike Levin - 53,1%                             | Brian Maryott - 46,9%                        | |                                                                          | Mike Levin (D)             |                            |
| California           | 50        |                              | Duncan D. Hunter (R)                           | Ammar Campa-Najjar - 46,0%                   | Darrell Issa - 54,0% |                                                                          |                            | Darrell Issa (R)           |
| California           | 51        |                              | Juan Vargas (D)                                | Juan Vargas - 68,3%                          | Juan Hidalgo - 31,7% |                                                                          |                            | Juan Vargas (D)            |
| California           | 52        | Scott Peters (D)             | Scott Peters - 61,6%                           | Jim DeBello - 38,4%                          | | Scott Peters (D)                                                         |                            |                            |
| California           | 53        | Susan Davis (D)              | Sara Jacobs - 59,5% Georgette Gómez - 40,5%    | -                                            | | Sara Jacobs (D)                                                          |                            |                            |
| Carolina del Nord    | 1         | G. K. Butterfield (D)        | G. K. Butterfield - 54,2%                      | Sandy Smith - 45,8%                          | | G. K. Butterfield (D)                                                    |                            |                            |
| Carolina del Nord    | 2         |                              | George Holding (R)                             | Deborah Ross - 63,0%                         | Alan Swain - 34,8% | Jeff Matemu (L) - 2,2%                                                   | Deborah Ross (D)           |                            |
| Carolina del Nord    | 3         | Greg Murphy (R)              | Darryl Farrow - 36,6%                          | Greg Murphy - 63,4%                          | |                                                                          | Greg Murphy (R)            |                            |
| Carolina del Nord    | 4         |                              | David Price (D)                                | David Price - 67,3%                          | Robert Thomas - 32,7% |                                                                          |                            | David Price (D)            |
| Carolina del Nord    | 5         |                              | Virginia Foxx (R)                              | David W. Brown - 31,1%                       | Virginia Foxx - 66,9% | Jeff Gregory (C) - 2,0%                                                  |                            | Virginia Foxx (R)          |
| Carolina del Nord    | 6         | Mark Walker (R)              | Kathy Manning - 62,3%                          | Lee Haywood - 37,7%                          | |                                                                          | Kathy Manning (D)          |                            |
| Carolina del Nord    | 7         | David Rouzer (R)             | Christopher M. Ward - 39,7%                    | David Rouzer - 60,3%                         | |                                                                          | David Rouzer (R)           |                            |
| Carolina del Nord    | 8         | Richard Hudson (R)           | Patricia Timmons-Goodson - 46,7%               | Richard Hudson - 53,3%                       | | Richard Hudson (R)                                                       |                            |                            |
| Carolina del Nord    | 9         | Dan Bishop (R)               | Cynthia Wallace - 44,4%                        | Dan Bishop - 55,6%                           | | Dan Bishop (R)                                                           |                            |                            |
| Carolina del Nord    | 10        | Patrick McHenry (R)          | David Parker - 31,1%                           | Patrick McHenry - 68,9%                      | | Patrick McHenry (R)                                                      |                            |                            |
| Carolina del Nord    | 11        | Mark Meadows (R)             | Morris Davis - 42,3%                           | Madison Cawthorn - 54,5%                     | Tracey DeBruhl (L) - 1,9% Tamara Zwinak (V) - 1,2%                                                                          | Madison Cawthorn (R)                                                     |                            |                            |
| Carolina del Nord    | 12        |                              | Alma Adams (D)                                 | Alma Adams                                   | - |                                                                          |                            | Alma Adams (D)             |
| Carolina del Nord    | 13        |                              | Ted Budd (R)                                   | Scott Huffman - 31,8%                        | Ted Budd - 68,2% |                                                                          |                            | Ted Budd (R)               |
| Carolina del Sud     | 1         |                              | Joe Cunningham (D)                             | Joe Cunningham - 49,4%                       | Nancy Mace - 50,6% |                                                                          | Nancy Mace (R)             |                            |
| Carolina del Sud     | 2         |                              | Joe Wilson (R)                                 | Adair Boroughs - 42,6%                       | Joe Wilson - 55,7% | Kathleen Wright (C) - 1,7%                                               | Joe Wilson (R)             |                            |
| Carolina del Sud     | 3         | Jeff Duncan (R)              | Hosea Cleveland - 28,7%                        | Jeff Duncan - 71,3%                          | | Jeff Duncan (R)                                                          |                            |                            |
| Carolina del Sud     | 4         | William Timmons (R)          | Kim Nelson - 36,9%                             | William Timmons - 61,7%                      | Michael Chandler (C) - 1,4%                                                                                                 | William Timmons (R)                                                      |                            |                            |
| Carolina del Sud     | 5         | Ralph Norman (R)             | Moe Brown - 39,9%                              | Ralph Norman - 60,1%                         | | Ralph Norman (R)                                                         |                            |                            |
| Carolina del Sud     | 6         |                              | Jim Clyburn (D)                                | Jim Clyburn - 68,2%                          | John McCollum - 30,8% | Mark Hackett (C) - 0,9%                                                  |                            | Jim Clyburn (D)            |
| Carolina del Sud     | 7         |                              | Tom Rice (R)                                   | Melissa Watson - 38,2%                       | Tom Rice - 61,8% |                                                                          |                            | Tom Rice (R)               |
| Colorado             | 1         |                              | Diana DeGette (D)                              | Diana DeGette - 73,6%                        | Shane Bolling - 23,5% | Jan Kok - 1,9% Paul N. Fiorino - 0,6% Kyle Furey (L) - 0,3%              |                            | Diana DeGette (D)          |
| Colorado             | 2         | Joe Neguse (D)               | Joe Neguse - 61,5%                             | Charlie Winn - 35,4%                         | Thom Atkinson (L) - 2,6% Gary Swing - 0,5%                                                                                  | Joe Neguse (D)                                                           |                            |                            |
| Colorado             | 3         |                              | Scott Tipton (R)                               | Diane Mitsch Bush - 45,2%                    | Lauren Boebert - 51,4% | John Ryan Keil (L) - 2,4% Critter Milton - 1,0%                          |                            | Lauren Boebert (R)         |
| Colorado             | 4         | Ken Buck (R)                 | Ike McCorkle - 36,6%                           | Ken Buck - 60,1%                             | Bruce Griffith (L) - 2,3% Laura Ireland - 1,0%                                                                              | Ken Buck (R)                                                             |                            |                            |
| Colorado             | 5         | Doug Lamborn (R)             | Jillian Freeland - 37,4%                       | Doug Lamborn - 57,6%                         | Ed Duffett (L) - 3,4% Marcus Murphy - 0,9% Rebecca Keltie - 0,8%                                                            | Doug Lamborn (R)                                                         |                            |                            |
| Colorado             | 6         |                              | Jason Crow (D)                                 | Jason Crow - 57,1%                           | Steve House - 40,0% | Norm Olsen (L) - 2,1% Jaimie Kulikowski - 0,9%                           |                            | Jason Crow (D)             |
| Colorado             | 7         | Ed Perlmutter (D)            | Ed Perlmutter - 59,1%                          | Casper Stockham - 37,6%                      | Ken Biles (L) - 2,7% David Olszta - 0,6%                                                                                    | Ed Perlmutter (D)                                                        |                            |                            |
| Connecticut          | 1         | John Larson (D)              | John Larson - 63,8%                            | Mary Fay - 35,0%                             | Thomas McCormick (V) - 1,3%                                                                                                 | John Larson (D)                                                          |                            |                            |
| Connecticut          | 2         | Joe Courtney (D)             | Joe Courtney - 59,4%                           | Justin Anderson - 38,2%                      | Cassandra Martineau (V) - 1,3% Daniel Reale (L) - 1,1%                                                                      | Joe Courtney (D)                                                         |                            |                            |
| Connecticut          | 3         | Rosa DeLauro (D)             | Rosa DeLauro - 58,7%                           | Margaret Streicker - 39,8%                   | Justin Paglino (V) - 1,5%                                                                                                   | Rosa DeLauro (D)                                                         |                            |                            |
| Connecticut          | 4         | Jim Himes (D)                | Jim Himes - 62,2%                              | Jonathan Riddle - 36,3%                      | Brian Merlen (I) - 1,6% | Jim Himes (D)                                                            |                            |                            |
| Connecticut          | 5         | Jahana Hayes (D)             | Jahana Hayes - 55,1%                           | David Sullivan - 43,5%                       | Bruce Walczak (I) - 1,4% | Jahana Hayes (D)                                                         |                            |                            |
| Dakota del Nord      | Unico     |                              | Kelly Armstrong (R)                            | Zach Raknerud - 27,6%                        | Kelly Armstrong - 69,0% | Steven Peterson (L) - 3,4%                                               |                            | Kelly Armstrong (R)        |
| Dakota del Sud       | Unico     | Dusty Johnson (R)            | -                                              | Dusty Johnson - 81,0%                        | Randy Luallin (L) - 19,0%                                                                                                   | Dusty Johnson (R)                                                        |                            |                            |
| Delaware             | Unico     |                              | Lisa Blunt Rochester (D)                       | Lisa Blunt Rochester - 57,6%                 | Lee Murphy - 40,2% | Catherine Purcell - 1,4% David Rogers (L) - 0,8%                         |                            | Lisa Blunt Rochester (D)   |
| Florida              | 1         |                              | Matt Gaetz (R)                                 | Phil Ehr - 34,0%                             | Matt Gaetz - 64,6% | Albert Oram (I) - 1,4%                                                   |                            | Matt Gaetz (R)             |
| Florida              | 2         | Neal Dunn (R)                | -                                              | Neal Dunn -                                  | | Neal Dunn (R)                                                            |                            |                            |
| Florida              | 3         | Ted Yoho (R)                 | Adam Christensen - 42,9%                       | Kat Cammack - 57,1%                          | | Kat Cammack (R)                                                          |                            |                            |
| Florida              | 4         | John Rutherford (R)          | Donna Deegan - 38,9%                           | John Rutherford - 61,1%                      | | John Rutherford (R)                                                      |                            |                            |
| Florida              | 5         |                              | Al Lawson (D)                                  | Al Lawson - 65,1%                            | Gary Adler - 34,9% |                                                                          |                            | Al Lawson (D)              |
| Florida              | 6         |                              | Michael Waltz (R)                              | Clint Curtis - 39,4%                         | Michael Waltz - 60,6% |                                                                          |                            | Michael Waltz (R)          |
| Florida              | 7         |                              | Stephanie Murphy (D)                           | Stephanie Murphy - 55,3%                     | Leo Valentin - 43,2% | William Garlington (I) - 1,4%                                            |                            | Stephanie Murphy (D)       |
| Florida              | 8         |                              | Bill Posey (R)                                 | Jim Kennedy - 38,6%                          | Bill Posey - 61,4% |                                                                          |                            | Bill Posey (R)             |
| Florida              | 9         |                              | Darren Soto (D)                                | Darren Soto - 56,0%                          | Bill Olson - 44,0% |                                                                          |                            | Darren Soto (D)            |
| Florida              | 10        | Val Demings (D)              | Val Demings - 63,6%                            | Vennia Francois - 36,4%                      | | Val Demings (D)                                                          |                            |                            |
| Florida              | 11        |                              | Daniel Webster (R)                             | Dana Cottrell - 33,3%                        | Daniel Webster - 66,7% |                                                                          |                            | Daniel Webster (R)         |
| Florida              | 12        | Gus Bilirakis (R)            | Kimberly Walker - 37,1%                        | Gus Bilirakis - 62,9%                        | | Gus Bilirakis (R)                                                        |                            |                            |
| Florida              | 13        |                              | Charlie Crist (D)                              | Charlie Crist - 53,0%                        | Anna Luna - 47,0% |                                                                          |                            | Charlie Crist (D)          |
| Florida              | 14        | Kathy Castor (D)             | Kathy Castor - 60,3%                           | Christine Quinn - 39,7%                      | | Kathy Castor (D)                                                         |                            |                            |
| Florida              | 15        |                              | Ross Spano (R)                                 | Alan Cohn - 44,6%                            | Scott Franklin - 55,4% |                                                                          |                            | Scott Franklin (R)         |
| Florida              | 16        | Vern Buchanan (R)            | Margaret Good - 44,5%                          | Vern Buchanan - 55,5%                        | | Vern Buchanan (R)                                                        |                            |                            |
| Florida              | 17        | Greg Steube (R)              | Allen Ellison - 34,1%                          | Greg Steube - 64,6%                          | Theodore Murray (I) - 1,3%                                                                                                  | Greg Steube (R)                                                          |                            |                            |
| Florida              | 18        | Brian Mast (R)               | Pam Keith - 41,5%                              | Brian Mast - 56,3%                           | K. W. Miller (I) - 2,2% | Brian Mast (R)                                                           |                            |                            |
| Florida              | 19        | Francis Rooney (R)           | Cindy Banyai - 38,7%                           | Byron Donalds - 61,3%                        | | Byron Donalds (R)                                                        |                            |                            |
| Florida              | 20        |                              | Alcee Hastings (D)                             | Alcee Hastings - 78,7%                       | Greg Musselwhite - 21,3% |                                                                          |                            | Alcee Hastings (D)         |
| Florida              | 21        | Lois Frankel (D)             | Lois Frankel - 59,0%                           | Laura Loomer - 39,1%                         | Charleston Malkemus (I) - 2,0%                                                                                              | Lois Frankel (D)                                                         |                            |                            |
| Florida              | 22        | Ted Deutch (D)               | Ted Deutch - 58,6%                             | Jim Pruden - 41,4%                           | | Ted Deutch (D)                                                           |                            |                            |
| Florida              | 23        | Debbie Wasserman Schultz (D) | Debbie Wasserman Schultz - 58,2%               | Carla Spalding - 41,8%                       | | Debbie Wasserman Schultz (D)                                             |                            |                            |
| Florida              | 24        | Frederica Wilson (D)         | Frederica Wilson - 75,6%                       | Lavern Spicer - 20,4%                        | Christine Olivo (I) - 4,0%                                                                                                  | Frederica Wilson (D)                                                     |                            |                            |
| Florida              | 25        |                              | Mario Díaz-Balart (R)                          | -                                            | Mario Diaz-Balart |                                                                          |                            | Mario Díaz-Balart (R)      |
| Florida              | 26        |                              | Debbie Mucarsel-Powell (D)                     | Debbie Mucarsel-Powell - 48,3%               | Carlos Giménez - 51,7% |                                                                          | Carlos Giménez (R)         |                            |
| Florida              | 27        | Donna Shalala (D)            | Donna Shalala - 48,6%                          | Maria Elvira Salazar - 51,4%                 | | Maria Elvira Salazar (R)                                                 |                            |                            |
| Georgia              | 1         |                              | Buddy Carter (R)                               | Joyce Griggs - 41,7%                         | Buddy Carter - 58,3% |                                                                          | Buddy Carter (R)           |                            |
| Georgia              | 2         |                              | Sanford Bishop (D)                             | Sanford Bishop - 59,1%                       | Don Cole - 40,9% |                                                                          |                            | Sanford Bishop (D)         |
| Georgia              | 3         |                              | Drew Ferguson (R)                              | Val Almonord - 35,0%                         | Drew Ferguson - 65,0% |                                                                          |                            | Drew Ferguson (R)          |
| Georgia              | 4         |                              | Hank Johnson (D)                               | Hank Johnson - 80,1%                         | Johsie Cruz - 19,9% |                                                                          |                            | Hank Johnson (D)           |
| Georgia              | 5         | John Lewis (D)               | Nikema Williams - 85,1%                        | Angela Stanton-King - 14,9%                  | | Nikema Williams (D)                                                      |                            |                            |
| Georgia              | 6         | Lucy McBath (D)              | Lucy McBath - 54,6%                            | Karen Handel - 45,4%                         | | Lucy McBath (D)                                                          |                            |                            |
| Georgia              | 7         |                              | Rob Woodall (R)                                | Carolyn Bourdeaux - 51,4%                    | Rich McCormick - 48,6% |                                                                          | Carolyn Bourdeaux (D)      |                            |
| Georgia              | 8         | Austin Scott (R)             | Lindsay Holliday - 35,5%                       | Austin Scott - 64,5%                         | |                                                                          | Austin Scott (R)           |                            |
| Georgia              | 9         | Doug Collins (R)             | Devin Pandy - 21,4%                            | Andrew Clyde - 78,6%                         | | Andrew Clyde (R)                                                         |                            |                            |
| Georgia              | 10        | Jody Hice (R)                | Tabitha Johnson-Green - 37,7%                  | Jody Hice - 62,3%                            | | Jody Hice (R)                                                            |                            |                            |
| Georgia              | 11        | Barry Loudermilk (R)         | Dana Barrett - 39,6%                           | Barry Loudermilk - 60,4%                     | | Barry Loudermilk (R)                                                     |                            |                            |
| Georgia              | 12        | Rick Allen (R)               | Liz Johnson - 41,6%                            | Rick Allen - 58,4%                           | | Rick Allen (R)                                                           |                            |                            |
| Georgia              | 13        |                              | David Scott (D)                                | David Scott - 77,4%                          | Becky Hites - 22,6% |                                                                          |                            | David Scott (D)            |
| Georgia              | 14        |                              | Tom Graves (R)                                 | Kevin Van Ausdal - 35,3%                     | Marjorie Taylor Greene - 74,6%                                                                                              |                                                                          |                            | Marjorie Taylor Greene (R) |
| Hawaii               | 1         |                              | Ed Case (D)                                    | Ed Case - 72,0%                              | Ron Curtis - 28,0% |                                                                          |                            | Ed Case (D)                |
| Hawaii               | 2         | Tulsi Gabbard (D)            | Kai Kahele - 63,0%                             | Joe Akana - 30,9%                            | Michelle Tippens (L) - 2,5% Jonathan Hoomanawanui - 2,4% Ron Burrus (I) - 1,0% John Giuffre - 0,2%                          | Kai Kahele (D)                                                           |                            |                            |
| Idaho                | 1         |                              | Russ Fulcher (R)                               | Rudy Soto - 28,6%                            | Russ Fulcher - 67,8% | Joe Evans (L) - 3,6%                                                     |                            | Russ Fulcher (R)           |
| Idaho                | 2         | Mike Simpson (R)             | C. Aaron Swisher - 31,7%                       | Mike Simpson - 64,1%                         | Pro-Life (C) - 4,2% Idaho Sierra Law (L) - 2,0%                                                                             | Mike Simpson (R)                                                         |                            |                            |
| Illinois             | 1         |                              | Bobby Rush (D)                                 | Bobby Rush - 73,8%                           | Philanise White - 26,2% |                                                                          |                            | Bobby Rush (D)             |
| Illinois             | 2         | Robin Kelly (D)              | Robin Kelly - 78,8%                            | Theresa Raborn - 21,2%                       | | Robin Kelly (D)                                                          |                            |                            |
| Illinois             | 3         | Dan Lipinski (D)             | Marie Newman - 56,4%                           | Mike Fricilone - 43,6%                       | | Marie Newman (D)                                                         |                            |                            |
| Illinois             | 4         | Chuy García (D)              | Chuy García - 84,1%                            | Jesus Solorio - 15,9%                        | | Chuy García (D)                                                          |                            |                            |
| Illinois             | 5         | Mike Quigley (D)             | Mike Quigley - 70,8%                           | Tommy Hanson - 26,6%                         | Thomas Wilda (V) - 2,6% | Mike Quigley (D)                                                         |                            |                            |
| Illinois             | 6         | Sean Casten (D)              | Sean Casten - 52,8%                            | Jeanne Ives - 45,4%                          | Bill Redpath (L) - 1,8% | Sean Casten (D)                                                          |                            |                            |
| Illinois             | 7         | Danny Davis (D)              | Danny Davis - 80,4%                            | Craig Cameron - 13,3%                        | Tracy Jennings (I) - 6,2%                                                                                                   | Danny Davis (D)                                                          |                            |                            |
| Illinois             | 8         | Raja Krishnamoorthi (D)      | Raja Krishnamoorthi - 73,2%                    | -                                            | Preston Nelson (L) - 26,8%                                                                                                  | Raja Krishnamoorthi (D)                                                  |                            |                            |
| Illinois             | 9         | Jan Schakowsky (D)           | Jan Schakowsky - 71,0%                         | Sargis Sangari - 29,0%                       | | Jan Schakowsky (D)                                                       |                            |                            |
| Illinois             | 10        | Brad Schneider (D)           | Brad Schneider - 63,9%                         | Valerie Mukherjee - 36,1%                    | | Brad Schneider (D)                                                       |                            |                            |
| Illinois             | 11        | Bill Foster (D)              | Bill Foster - 63,3%                            | Rick Laib - 36,7%                            | | Bill Foster (D)                                                          |                            |                            |
| Illinois             | 12        |                              | Mike Bost (R)                                  | Raymond Lenzi - 39,6%                        | Mike Bost - 60,4% |                                                                          |                            | Mike Bost (R)              |
| Illinois             | 13        | Rodney Davis (R)             | Betsy Londrigan - 45,5%                        | Rodney Davis - 54,5%                         | | Rodney Davis (R)                                                         |                            |                            |
| Illinois             | 14        |                              | Lauren Underwood (D)                           | Lauren Underwood - 50,7%                     | Jim Oberweis - 49,3% |                                                                          |                            | Lauren Underwood (D)       |
| Illinois             | 15        |                              | John Shimkus (R)                               | Erika Weaver - 26,6%                         | Mary Miller - 73,4% |                                                                          |                            | Mary Miller (R)            |
| Illinois             | 16        | Adam Kinzinger (R)           | Dani Brzozowski - 35,3%                        | Adam Kinzinger - 64,7%                       | | Adam Kinzinger (R)                                                       |                            |                            |
| Illinois             | 17        |                              | Cheri Bustos (D)                               | Cheri Bustos - 52,0%                         | Esther Joy King - 48,0% |                                                                          |                            | Cheri Bustos (D)           |
| Illinois             | 18        |                              | Darin LaHood (R)                               | George Petrilli - 29,6%                      | Darin LaHood - 70,4% |                                                                          |                            | Darin LaHood (R)           |
| Indiana              | 1         |                              | Pete Visclosky (D)                             | Frank Mrvan - 56,6%                          | Mark Leyva - 40,4% | Michael Strauss (L) - 2,9%                                               |                            | Frank J. Mrvan (D)         |
| Indiana              | 2         |                              | Jackie Walorski (R)                            | Pat Hackett - 38,5%                          | Jackie Walorski - 61,5% |                                                                          |                            | Jackie Walorski (R)        |
| Indiana              | 3         | Jim Banks (R)                | Chip Coldiron - 32,2%                          | Jim Banks - 67,8%                            | | Jim Banks (R)                                                            |                            |                            |
| Indiana              | 4         | Jim Baird (R)                | Joe Mackey - 33,4%                             | Jim Baird - 66,6%                            | | Jim Baird (R)                                                            |                            |                            |
| Indiana              | 5         | Susan Brooks (R)             | Christina Hale - 45,9%                         | Victoria Spartz - 50,0%                      | Kenneth Tucker (L) - 4,0%                                                                                                   | Victoria Spartz (R)                                                      |                            |                            |
| Indiana              | 6         | Greg Pence (R)               | Jeannine Lake - 27,8%                          | Greg Pence - 68,7%                           | Tom Ferkinhoff (L) - 3,6%                                                                                                   | Greg Pence (R)                                                           |                            |                            |
| Indiana              | 7         |                              | André Carson (D)                               | André Carson - 62,4%                         | Susan Smith - 37,6% |                                                                          |                            | André Carson (D)           |
| Indiana              | 8         |                              | Larry Bucshon (R)                              | Thomasina Marsili - 29,8%                    | Larry Bucshon - 66,9% | James Rodenberger (L) - 3,2%                                             |                            | Larry Bucshon (R)          |
| Indiana              | 9         | Trey Hollingsworth (R)       | Andy Ruff - 34,1%                              | Trey Hollingsworth - 61,8%                   | Tonya Millis (L) - 4,0% | Trey Hollingsworth (R)                                                   |                            |                            |
| Iowa                 | 1         |                              | Abby Finkenauer (D)                            | Abby Finkenauer - 48,7%                      | Ashley Hinson - 51,3% |                                                                          | Ashley Hinson (R)          |                            |
| Iowa                 | 2         | Dave Loebsack (D)            | Rita Hart - 49,910%                            | Mariannette Miller-Meeks - 49,912%           | | Mariannette Miller-Meeks (R)                                             |                            |                            |
| Iowa                 | 3         | Cindy Axne (D)               | Cindy Axne - 49,0%                             | David Young - 47,6%                          | Bryan Holder (L) - 3,4% |                                                                          | Cindy Axne (D)             |                            |
| Iowa                 | 4         |                              | Steve King (R)                                 | J.D. Scholten - 37,9%                        | Randy Feenstra - 62,1% |                                                                          |                            | Randy Feenstra (R)         |
| Kansas               | 1         | Roger Marshall (R)           | Kali Barnett - 28,8%                           | Tracey Mann - 71,2%                          | | Tracey Mann (R)                                                          |                            |                            |
| Kansas               | 2         | Steve Watkins (R)            | Michelle De La Isla - 40,6%                    | Jake LaTurner - 55,1%                        | Robert Garrard (L) - 4,2%                                                                                                   | Jake LaTurner (R)                                                        |                            |                            |
| Kansas               | 3         |                              | Sharice Davids (D)                             | Sharice Davids - 53,6%                       | Amanda Adkins - 43,6% | Steven Hohe (L) - 2,8%                                                   |                            | Sharice Davids (D)         |
| Kansas               | 4         |                              | Ron Estes (R)                                  | Laura Lombard - 36,3%                        | Ron Estes - 63,7% |                                                                          |                            | Ron Estes (R)              |
| Kentucky             | 1         | James Comer (R)              | James Rhodes - 25,0%                           | James Comer - 75,0%                          | | James Comer (R)                                                          |                            |                            |
| Kentucky             | 2         | Brett Guthrie (R)            | Hank Linderman - 26,3%                         | Brett Guthrie - 71,0%                        | Robert Lee Perry (L) - 2,1% Lewis Carter - 0,7%                                                                             | Brett Guthrie (R)                                                        |                            |                            |
| Kentucky             | 3         |                              | John Yarmuth (D)                               | John Yarmuth - 62,7%                         | Rhonda Palazzo - 37,3% |                                                                          |                            | John Yarmuth (D)           |
| Kentucky             | 4         |                              | Thomas Massie (R)                              | Alexandra Owensby - 32,9%                    | Thomas Massie - 67,1% |                                                                          |                            | Thomas Massie (R)          |
| Kentucky             | 5         | Hal Rogers (R)               | Matthew Best - 15,8%                           | Hal Rogers - 84,2%                           | | Hal Rogers (R)                                                           |                            |                            |
| Kentucky             | 6         | Andy Barr (R)                | Josh Hicks - 41,0%                             | Andy Barr - 57,3%                            | Frank Harris (L) - 1,7% | Andy Barr (R)                                                            |                            |                            |
| Louisiana            | 1         | Steve Scalise (R)            | Lee Ann Dugas - 25,3%                          | Steve Scalise - 72,2%                        | Howard Kearney (L) - 2,5%                                                                                                   | Steve Scalise (R)                                                        |                            |                            |
| Louisiana            | 2         |                              | Cedric Richmond (D)                            | Cedric Richmond - 63,6% Glenn Harris - 10,6% | David Schilling - 15,0% Sheldon Vincent - 4,9%                                                                              | Belden Batiste (I) - 3,9% Colby James (I) - 2,0%                         |                            | Cedric Richmond (D)        |
| Louisiana            | 3         |                              | Clay Higgins (R)                               | Braylon Harris - 17,9% Rob Anderson - 11,6%  | Clay Higgins - 67,8% | Brandon Leleux (L) - 2,8%                                                |                            | Clay Higgins (R)           |
| Louisiana            | 4         | Mike Johnson (R)             | Kenny Houston - 25,5% Ryan Trundle - 7,8%      | Mike Johnson - 60,4% Ben Gibson - 6,3%       | | Mike Johnson (R)                                                         |                            |                            |
| Louisiana            | 5         | Ralph Abraham (R)            | -                                              | Luke Letlow - 62,0% Lance Harris - 38,0%     | | Luke Letlow (R)                                                          |                            |                            |
| Louisiana            | 6         | Garret Graves (R)            | Dartanyon Williams - 25,5%                     | Garret Graves - 71,0%                        | Shannon Sloan (L) - 2,6% Richard Torregano (I) - 0,8%                                                                       | Garret Graves (R)                                                        |                            |                            |
| Maine                | 1         |                              | Chellie Pingree (D)                            | Chellie Pingree - 62,2%                      | Jay Allen - 37,8% |                                                                          |                            | Chellie Pingree (D)        |
| Maine                | 2         | Jared Golden (D)             | Jared Golden - 52,6%                           | Dale Crafts - 46,8%                          | | Jared Golden (D)                                                         |                            |                            |
| Maryland             | 1         |                              | Andy Harris (R)                                | Mia Mason - 36,4%                            | Andy Harris - 63,6% |                                                                          |                            | Andy Harris (R)            |
| Maryland             | 2         |                              | Dutch Ruppersberger (D)                        | Dutch Ruppersberger - 67,9%                  | Johnny Salling - 32,1% |                                                                          |                            | Dutch Ruppersberger (D)    |
| Maryland             | 3         | John Sarbanes (D)            | John Sarbanes - 69,9%                          | Charles Anthony - 30,1%                      | | John Sarbanes (D)                                                        |                            |                            |
| Maryland             | 4         | Anthony Brown (D)            | Anthony Brown - 79,7%                          | George McDermott - 20,3%                     | | Anthony Brown (D)                                                        |                            |                            |
| Maryland             | 5         | Steny Hoyer (D)              | Steny Hoyer - 68,9%                            | Chris Palombi - 31,1%                        | | Steny Hoyer (D)                                                          |                            |                            |
| Maryland             | 6         | David Trone (D)              | David Trone - 58,9%                            | Neil Parrott - 39,2%                         | George Gluck (V) - 1,9% | David Trone (D)                                                          |                            |                            |
| Maryland             | 7         | Kweisi Mfume (D)             | Kweisi Mfume - 71,6%                           | Kimberly Klacik - 28,0%                      | | Kweisi Mfume (D)                                                         |                            |                            |
| Maryland             | 8         | Jamie Raskin (D)             | Jamie Raskin - 68,4%                           | Gregory Coll - 31,6%                         | | Jamie Raskin (D)                                                         |                            |                            |
| Massachusetts        | 1         | Richard Neal (D)             | Richard Neal                                   | -                                            | | Richard Neal (D)                                                         |                            |                            |
| Massachusetts        | 2         | Jim McGovern (D)             | Jim McGovern - 65,3%                           | Tracy Lovvorn - 34,6%                        | | Jim McGovern (D)                                                         |                            |                            |
| Massachusetts        | 3         | Lori Trahan (D)              | Lori Trahan                                    | -                                            | | Lori Trahan (D)                                                          |                            |                            |
| Massachusetts        | 4         | Joe Kennedy (D)              | Jake Auchincloss - 60,8%                       | Julie Hall - 38,9%                           | | Jake Auchincloss (D)                                                     |                            |                            |
| Massachusetts        | 5         | Katherine Clark (D)          | Katherine Clark - 74,3%                        | Caroline Colarusso - 25,6%                   | | Katherine Clark (D)                                                      |                            |                            |
| Massachusetts        | 6         | Seth Moulton (D)             | Seth Moulton - 65,4%                           | John P. Moran - 34,4%                        | | Seth Moulton (D)                                                         |                            |                            |
| Massachusetts        | 7         | Ayanna Pressley (D)          | Ayanna Pressley - 86,6%                        | -                                            | Roy Owens Sr (I) - 12,5% | Ayanna Pressley (D)                                                      |                            |                            |
| Massachusetts        | 8         | Stephen Lynch (D)            | Stephen Lynch - 80,7%                          | -                                            | Jonathan Lott (I) - 18,7%                                                                                                   | Stephen Lynch (D)                                                        |                            |                            |
| Massachusetts        | 9         | Bill Keating (D)             | Bill Keating - 61,3%                           | Helen Brady - 36,3%                          | Michael Manley (I) - 2,3%                                                                                                   | Bill Keating (D)                                                         |                            |                            |
| Michigan             | 1         |                              | Jack Bergman (R)                               | Dana Ferguson - 36,8%                        | Jack Bergman - 61,6% | Ben Boren (L) - 1,5%                                                     |                            | Jack Bergman (R)           |
| Michigan             | 2         | Bill Huizenga (R)            | Bryan Berghoef - 38,2%                         | Bill Huizenga - 59,2%                        | Max Riekse (L) - 1,3% Jean-Michel Creviere (V) - 0,7% Gerald Van Sickle - 0,6%                                              | Bill Huizenga (R)                                                        |                            |                            |
| Michigan             | 3         |                              | Justin Amash (L)                               | Hillary Scholten - 47,0%                     | Peter Meijer - 53,0% |                                                                          | Peter Meijer (R)           |                            |
| Michigan             | 4         |                              | John Moolenaar (R)                             | Jerry Hilliard - 32,4%                       | John Moolenaar - 65,0% | David Canny (L) - 1,4% Amy Slepr (V) - 1,2%                              | John Moolenaar (R)         |                            |
| Michigan             | 5         |                              | Dan Kildee (D)                                 | Dan Kildee - 54,5%                           | Tim Kelly - 41,8% | Kathy Goodwin - 2,3% James Harris (L) - 1,5%                             |                            | Dan Kildee (D)             |
| Michigan             | 6         |                              | Fred Upton (R)                                 | Jon Hoadley - 40,2%                          | Fred Upton - 55,9% | Jeff DePoy (L) - 2,7% John Lawrence (V) - 1,2%                           |                            | Fred Upton (R)             |
| Michigan             | 7         | Tim Walberg (R)              | Gretchen Driskell - 41,2%                      | Tim Walberg - 58,8%                          | | Tim Walberg (R)                                                          |                            |                            |
| Michigan             | 8         |                              | Elissa Slotkin (D)                             | Elissa Slotkin - 50,9%                       | Paul Junge - 47,3% | Joe Hartman (L) - 1,8%                                                   |                            | Elissa Slotkin (D)         |
| Michigan             | 9         | Andy Levin (D)               | Andy Levin - 57,7%                             | Charles Langworthy - 38,4%                   | Andrea Kirby - 2,3% Mike Saliba (L) - 1,6%                                                                                  | Andy Levin (D)                                                           |                            |                            |
| Michigan             | 10        |                              | Paul Mitchell (R)                              | Kimberly Bizon - 33,7%                       | Lisa McClain - 66,3% |                                                                          |                            | Lisa McClain (R)           |
| Michigan             | 11        |                              | Haley Stevens (D)                              | Haley Stevens - 50,2%                        | Eric Esshaki - 47,8% | Leonard Schwartz (L) - 2,0%                                              |                            | Haley Stevens (D)          |
| Michigan             | 12        | Debbie Dingell (D)           | Debbie Dingell - 66,4%                         | Jeff Jones - 30,7%                           | Gary Walkowicz - 2,9% | Debbie Dingell (D)                                                       |                            |                            |
| Michigan             | 13        | Rashida Tlaib (D)            | Rashida Tlaib - 78,1%                          | David Dudenhoefer - 18,6%                    | Sam Johnson - 1,8% Articia Bomer - 0,7% D. Etta Wilcoxon (V) - 0,7%                                                         | Rashida Tlaib (D)                                                        |                            |                            |
| Michigan             | 14        | Brenda Lawrence (D)          | Brenda Lawrence - 79,3%                        | Robert Patrick - 18,3%                       | Lisa Lane Gioia (L) -1,1% Philip Kolody - 0,7% Clyde Shabazz (V) - 0,6%                                                     | Brenda Lawrence (D)                                                      |                            |                            |
| Minnesota            | 1         |                              | Jim Hagedorn (R)                               | Dan Feehan - 45,6%                           | Jim Hagedorn - 48,6% | Bill Rood - 5,8%                                                         |                            | Jim Hagedorn (R)           |
| Minnesota            | 2         |                              | Angie Craig (D)                                | Angie Craig - 48,2%                          | Tyler Kistner - 46,0% | Adam Weeks - 5,8%                                                        |                            | Angie Craig (D)            |
| Minnesota            | 3         | Dean Phillips (D)            | Dean Phillips - 55,6%                          | Kendall Qualls - 44,4%                       | | Dean Phillips (D)                                                        |                            |                            |
| Minnesota            | 4         | Betty McCollum (D)           | Betty McCollum - 63,3%                         | Gene Rechtzigel - 29,0%                      | Susan Sindt - 7,6% | Betty McCollum (D)                                                       |                            |                            |
| Minnesota            | 5         | Ilhan Omar (D)               | Ilhan Omar - 64,5%                             | Lacy Johnson - 25,9%                         | Michael Moore - 9,6% | Ilhan Omar (D)                                                           |                            |                            |
| Minnesota            | 6         |                              | Tom Emmer (R)                                  | Tawnja Zahradka - 34,2%                      | Tom Emmer - 65,8% |                                                                          |                            | Tom Emmer (R)              |
| Minnesota            | 7         |                              | Collin Peterson (D)                            | Collin Peterson - 39,9%                      | Michelle Fischbach - 53,4%                                                                                                  | Slater Johnson - 4,9% Rae Hart Anderson - 1,8%                           | Michelle Fischbach (R)     |                            |
| Minnesota            | 8         |                              | Pete Stauber (R)                               | Quinn Nystrom - 37,6%                        | Pete Stauber - 56,8% | Judith Schwartzbacker - 5,6%                                             | Pete Stauber (R)           |                            |
| Mississippi          | 1         | Trent Kelly (R)              | Antonia Eliason - 31,2%                        | Trent Kelly - 68,7%                          | | Trent Kelly (R)                                                          |                            |                            |
| Mississippi          | 2         |                              | Bennie Thompson (D)                            | Bennie Thompson - 66,0%                      | Brian Flowers - 34,0% |                                                                          |                            | Bennie Thompson (D)        |
| Mississippi          | 3         |                              | Michael Guest (R)                              | Dot Benford - 35,3%                          | Michael Guest - 64,7% |                                                                          |                            | Michael Guest (R)          |
| Mississippi          | 4         | Steven Palazzo (R)           | -                                              | Steven Palazzo                               | | Steven Palazzo (R)                                                       |                            |                            |
| Missouri             | 1         |                              | Lacy Clay (D)                                  | Cori Bush - 78,9%                            | Anthony Rogers - 19,0% | Alex Furman (L) - 2,1%                                                   |                            | Cori Bush (D)              |
| Missouri             | 2         |                              | Ann Wagner (R)                                 | Jill Schupp - 45,5%                          | Ann Wagner - 51,9% | Martin Schulte (L) - 2,6%                                                |                            | Ann Wagner (R)             |
| Missouri             | 3         | Blaine Luetkemeyer (R)       | Megan Rezabek - 28,5%                          | Blaine Luetkemeyer - 69,4%                   | Leonard J. Steinman II (L) - 2,1%                                                                                           | Blaine Luetkemeyer (R)                                                   |                            |                            |
| Missouri             | 4         | Vicky Hartzler (R)           | Lindsey Simmons - 29,7%                        | Vicky Hartzler - 67,6%                       | Steven K. Koonse (L) - 2,7%                                                                                                 | Vicky Hartzler (R)                                                       |                            |                            |
| Missouri             | 5         |                              | Emanuel Cleaver (D)                            | Emanuel Cleaver - 58,8%                      | Ryan Derks - 38,6% | Robin Dominick (L) - 2,6%                                                |                            | Emanuel Cleaver (D)        |
| Missouri             | 6         |                              | Sam Graves (R)                                 | Gena Ross - 30,8%                            | Sam Graves - 67,1% | Jim Higgins (L) - 2,1%                                                   |                            | Sam Graves (R)             |
| Missouri             | 7         | Billy Long (R)               | Teresa Montseny - 26,7%                        | Billy Long - 69,1%                           | Kevin Craig (L) - 4,2% | Billy Long (R)                                                           |                            |                            |
| Missouri             | 8         | Jason Smith (R)              | Kathy Ellis - 21,4%                            | Jason Smith - 76,9%                          | Tom Schmitz (L) - 1,8% | Jason Smith (R)                                                          |                            |                            |
| Montana              | Unico     | Greg Gianforte (R)           | Kathleen Williams - 43,6%                      | Matt Rosendale - 56,4%                       | | Matt Rosendale (R)                                                       |                            |                            |
| Nebraska             | 1         | Jeff Fortenberry (R)         | Kate Bolz - 37,7%                              | Jeff Fortenberry - 59,5%                     | Dennis Grace (L) - 2,8% | Jeff Fortenberry (R)                                                     |                            |                            |
| Nebraska             | 2         | Don Bacon (R)                | Kara Eastman - 46,2%                           | Don Bacon - 50,8%                            | Tyler Schaeffer (L) - 3,0%                                                                                                  | Don Bacon (R)                                                            |                            |                            |
| Nebraska             | 3         | Adrian Smith (R)             | Mark Elworth - 17,7%                           | Adrian Smith - 78,5%                         | Dustin Hobbs (L) - 3,8% | Adrian Smith (R)                                                         |                            |                            |
| Nevada               | 1         |                              | Dina Titus (D)                                 | Dina Titus - 61,8%                           | Joyce Bentley - 33,4% | Robert Van Strawder (L) - 4,9% Kamau Bakari - 2,1%                       |                            | Dina Titus (D)             |
| Nevada               | 2         |                              | Mark Amodei (R)                                | Patricia Ackerman - 40,7%                    | Mark Amodei - 56,5% | Janine Hansen - 2,8%                                                     |                            | Mark Amodei (R)            |
| Nevada               | 3         |                              | Susie Lee (D)                                  | Susie Lee - 48,8%                            | Dan Rodimer - 45,8% | Steve Brown (L) - 2,9% Edward Bridges - 2,5%                             |                            | Susie Lee (D)              |
| Nevada               | 4         | Steven Horsford (D)          | Steven Horsford - 50,7%                        | Jim Marchant - 45,8%                         | Jonathan Esteban (L) - 2,4% Barry Rubinson - 1,1%                                                                           | Steven Horsford (D)                                                      |                            |                            |
| New Hampshire        | 1         | Chris Pappas (D)             | Chris Pappas - 51,3%                           | Matt Mowers - 46,2%                          | Zachary Dumont (L) - 2,4%                                                                                                   | Chris Pappas (D)                                                         |                            |                            |
| New Hampshire        | 2         | Ann McLane Kuster (D)        | Ann McLane Kuster - 53,9%                      | Steven Negron - 43,7%                        | Andrew Olding (L) - 2,4% | Ann McLane Kuster (D)                                                    |                            |                            |
| New Jersey           | 1         | Donald Norcross (D)          | Donald Norcross - 62,5%                        | Claire Gustafson - 37,5%                     | | Donald Norcross (D)                                                      |                            |                            |
| New Jersey           | 2         |                              | Jeff Van Drew (R)                              | Amy Kennedy - 46,2%                          | Jeff Van Drew - 51,9% | Jenna Harvey (I) - 1,1% Jesse Ehrnstrom (L) - 0,8%                       |                            | Jeff Van Drew (R)          |
| New Jersey           | 3         |                              | Andy Kim (D)                                   | Andy Kim - 53,2%                             | David Richter - 45,5% | Martin Weber - 0,9% Robert Shapiro - 0,4%                                |                            | Andy Kim (D)               |
| New Jersey           | 4         |                              | Chris Smith (R)                                | Stephanie Schmid - 38,3%                     | Chris Smith - 59,9% | Henry Schroeder (I) - 0,7% Michael Rufo - 0,6% Andrew Machuta (I) - 0,5% |                            | Chris Smith (R)            |
| New Jersey           | 5         |                              | Josh Gottheimer (D)                            | Josh Gottheimer - 53,2%                      | Frank Pallotta - 45,6% | Louis Vellucci (I) - 1,2%                                                |                            | Josh Gottheimer (D)        |
| New Jersey           | 6         | Frank Pallone (D)            | Frank Pallone - 61,2%                          | Christian Onuoha - 38,8%                     | | Frank Pallone (D)                                                        |                            |                            |
| New Jersey           | 7         | Tom Malinowski (D)           | Tom Malinowski - 50,6%                         | Thomas Kean - 49,4%                          | | Tom Malinowski (D)                                                       |                            |                            |
| New Jersey           | 8         | Albio Sires (D)              | Albio Sires - 74,0%                            | Jason Mushnick - 24,6%                       | Dan Delaney (L) - 1,4% | Albio Sires (D)                                                          |                            |                            |
| New Jersey           | 9         | Bill Pascrell (D)            | Bill Pascrell - 65,8%                          | Billy Prempeh - 31,9%                        | Chris Auriemma (I) - 2,3%                                                                                                   | Bill Pascrell (D)                                                        |                            |                            |
| New Jersey           | 10        | Donald Payne (D)             | Donald Payne - 83,3%                           | Jennifer Zinone - 13,9%                      | Khaliah Fitchette (I) - 1,2% Akil Khalfani (I) - 1,2% John Mirrione (L) - 0,4%                                              | Donald Payne (D)                                                         |                            |                            |
| New Jersey           | 11        | Mikie Sherrill (D)           | Mikie Sherrill - 53,3%                         | Rosemary Becchi - 46,7%                      | | Mikie Sherrill (D)                                                       |                            |                            |
| New Jersey           | 12        | Bonnie Watson Coleman (D)    | Bonnie Watson Coleman - 65,6%                  | Mark Razzoli - 32,6%                         | Ed Forchion - 1,3% Kenneth Cody (I) - 0,5%                                                                                  | Bonnie Watson Coleman (D)                                                |                            |                            |
| New York             | 1         |                              | Lee Zeldin (R)                                 | Nancy Goroff - 45,1%                         | Lee Zeldin - 54,8% |                                                                          |                            | Lee Zeldin (R)             |
| New York             | 2         | Peter King (R)               | Jackie Gordon - 46,0%                          | Andrew Garbarino - 52,9%                     | Harry Burger (V) - 1,1% | Andrew Garbarino (R)                                                     |                            |                            |
| New York             | 3         |                              | Tom Suozzi (D)                                 | Tom Suozzi - 55,9%                           | George Santos - 43,4% | Howard Rabin (L) - 0,6%                                                  |                            | Tom Suozzi (D)             |
| New York             | 4         | Kathleen Rice (D)            | Kathleen Rice - 56,1%                          | Douglas Tuman - 43,0%                        | Joseph Naham (V) - 0,9% | Kathleen Rice (D)                                                        |                            |                            |
| New York             | 5         | Gregory Meeks (D)            | Gregory Meeks                                  | -                                            | | Gregory Meeks (D)                                                        |                            |                            |
| New York             | 6         | Grace Meng (D)               | Grace Meng - 68,0%                             | Tom Zmich - 32,0%                            | | Grace Meng (D)                                                           |                            |                            |
| New York             | 7         | Nydia Velázquez (D)          | Nydia Velázquez - 84,8%                        | Brian Kelly - 14,4%                          | Gilbert Midonnet (L) - 0,7%                                                                                                 | Nydia Velázquez (D)                                                      |                            |                            |
| New York             | 8         | Hakeem Jeffries (D)          | Hakeem Jeffries - 84,8%                        | Garfield Wallace - 15,2%                     | | Hakeem Jeffries (D)                                                      |                            |                            |
| New York             | 9         | Yvette Clarke (D)            | Yvette Clarke - 83,1%                          | Constantin Jean-Pierre - 15,9%               | Gary S. Popkin (L) - 0,6% Joel Anabilah-Azumah - 0,4%                                                                       | Yvette Clarke (D)                                                        |                            |                            |
| New York             | 10        | Jerry Nadler (D)             | Jerry Nadler - 74,6%                           | Cathy Bernstein - 24,2%                      | Michael Madrid (L) - 1,2%                                                                                                   | Jerry Nadler (D)                                                         |                            |                            |
| New York             | 11        | Max Rose (D)                 | Max Rose - 46,8%                               | Nicole Malliotakis - 53,2%                   | |                                                                          | Nicole Malliotakis (R)     |                            |
| New York             | 12        | Carolyn Maloney (D)          | Carolyn Maloney - 82,3%                        | Carlos Santiago-Cano - 16,5%                 | Steven Kolln (L) - 1,2% |                                                                          | Carolyn Maloney (D)        |                            |
| New York             | 13        | Adriano Espaillat (D)        | Adriano Espaillat - 90,9%                      | Lovelynn Gwinn - 7,8%                        | Christopher Morris-Perry (C) - 1,3%                                                                                         | Adriano Espaillat (D)                                                    |                            |                            |
| New York             | 14        | Alexandria Ocasio-Cortez (D) | Alexandria Ocasio-Cortez - 71,6%               | John Cummings - 27,4%                        | Michelle Caruso-Cabrera - 1,0%                                                                                              | Alexandria Ocasio-Cortez (D)                                             |                            |                            |
| New York             | 15        | José Serrano (D)             | Ritchie Torres - 88,9%                         | Patrick Delices - 11,1%                      | | Ritchie Torres (D)                                                       |                            |                            |
| New York             | 16        | Eliot Engel (D)              | Jamaal Bowman - 84,2%                          | Patrick McManus - 15,8%                      | | Jamaal Bowman (D)                                                        |                            |                            |
| New York             | 17        | Nita Lowey (D)               | Mondaire Jones - 59,3%                         | Maureen McArdle-Schulman - 35,3%             | Yehudis Gottesfeld (C) -2,3% Joshua Eisen (I) - 1,9% Michael Parietti - 0,8%                                                | Mondaire Jones (D)                                                       |                            |                            |
| New York             | 18        | Sean Patrick Maloney (D)     | Sean Patrick Maloney - 55,8%                   | Chele Farley - 43,2%                         | Scott Smith (L) - 1,0% | Sean Patrick Maloney (D)                                                 |                            |                            |
| New York             | 19        | Antonio Delgado (D)          | Antonio Delgado - 54,8%                        | Kyle Van De Water - 43,2%                    | Victoria Alexander (L) - 1,2% Steven Greenfield - 0,8%                                                                      | Antonio Delgado (D)                                                      |                            |                            |
| New York             | 20        | Paul Tonko (D)               | Paul Tonko - 61,2%                             | Elizabeth Joy - 38,8%                        | | Paul Tonko (D)                                                           |                            |                            |
| New York             | 21        |                              | Elise Stefanik (R)                             | Tedra Cobb - 41,2%                           | Elise Stefanik - 58,8% |                                                                          |                            | Elise Stefanik (R)         |
| New York             | 22        |                              | Anthony Brindisi (D)                           | Anthony Brindisi - 48,980%                   | Claudia Tenney - 48,84% | Keith Price (L) - 2,12%                                                  | Claudia Tenney (R)         |                            |
| New York             | 23        |                              | Tom Reed (R)                                   | Tracy Mitrano - 41,1%                        | Tom Reed - 57,7% | Andrew Kolstee (L) - 1,2%                                                | Tom Reed (R)               |                            |
| New York             | 24        | John Katko (R)               | Dana Balter - 43,0%                            | John Katko - 53,1%                           | Steven Williams - 3,9% | John Katko (R)                                                           |                            |                            |
| New York             | 25        |                              | Joseph Morelle (D)                             | Joseph Morelle - 59,3%                       | George Mitris - 39,2% | Kevin Wilson (L) - 1,5%                                                  |                            | Joseph Morelle (D)         |
| New York             | 26        | Brian Higgins (D)            | Brian Higgins - 69,9%                          | Ricky Donovan - 28,7%                        | Michael Raleigh (V) - 1,4%                                                                                                  | Brian Higgins (D)                                                        |                            |                            |
| New York             | 27        |                              | Chris Jacobs (R)                               | Nate McMurray - 39,0%                        | Chris Jacobs - 59,7% | Duane Whitmer (L) - 1,3%                                                 |                            | Chris Jacobs (R)           |
| Nuovo Messico        | 1         |                              | Deb Haaland (D)                                | Deb Haaland - 58,2%                          | Michelle Garcia Holmes - 41,8%                                                                                              |                                                                          |                            | Deb Haaland (D)            |
| Nuovo Messico        | 2         | Xochitl Torres Small (D)     | Xochitl Torres Small - 46,3%                   | Yvette Herrell - 53,7%                       | |                                                                          | Yvette Herrell (R)         |                            |
| Nuovo Messico        | 3         | Ben Ray Luján (D)            | Teresa Leger Fernandez - 58,7%                 | Alexis Johnson - 41,3%                       | |                                                                          | Teresa Leger Fernandez (D) |                            |
| Ohio                 | 1         |                              | Steve Chabot (R)                               | Kate Schroder - 44,7%                        | Steve Chabot - 51,8% | Kevin David Kahn (L) - 3,5%                                              |                            | Steve Chabot (R)           |
| Ohio                 | 2         | Brad Wenstrup (R)            | Jaime Castle - 38,9%                           | Brad Wenstrup - 61,1%                        | | Brad Wenstrup (R)                                                        |                            |                            |
| Ohio                 | 3         |                              | Joyce Beatty (D)                               | Joyce Beatty - 70,8%                         | Mark Richardson - 29,2% |                                                                          |                            | Joyce Beatty (D)           |
| Ohio                 | 4         |                              | Jim Jordan (R)                                 | Shannon Freshour - 29,3%                     | Jim Jordan - 67,9% | Steve Perkins (L) - 2,7%                                                 |                            | Jim Jordan (R)             |
| Ohio                 | 5         | Bob Latta (R)                | Nick Rubando - 32,0%                           | Bob Latta - 68,0%                            | | Bob Latta (R)                                                            |                            |                            |
| Ohio                 | 6         | Bill Johnson (R)             | Shawna Roberts - 25,6%                         | Bill Johnson - 74,4%                         | | Bill Johnson (R)                                                         |                            |                            |
| Ohio                 | 7         | Bob Gibbs (R)                | Quentin Potter - 29,2%                         | Bob Gibbs - 67,5%                            | Brandon Lape (L) - 3,3% | Bob Gibbs (R)                                                            |                            |                            |
| Ohio                 | 8         | Warren Davidson (R)          | Vanessa Enoch - 31,0%                          | Warren Davidson - 69,0%                      | | Warren Davidson (R)                                                      |                            |                            |
| Ohio                 | 9         |                              | Marcy Kaptur (D)                               | Marcy Kaptur - 63,1%                         | Rob Weber - 36,9% |                                                                          |                            | Marcy Kaptur (D)           |
| Ohio                 | 10        |                              | Mike Turner (R)                                | Desiree Tims - 41,6%                         | Mike Turner - 58,4% |                                                                          |                            | Mike Turner (R)            |
| Ohio                 | 11        |                              | Marcia Fudge (D)                               | Marcia Fudge - 80,1%                         | Laverne Gore - 19,9% |                                                                          |                            | Marcia Fudge (D)           |
| Ohio                 | 12        |                              | Troy Balderson (R)                             | Alaina Shearer - 41,8%                       | Troy Balderson - 55,2% | John S. Stewart (L) - 3,0%                                               |                            | Troy Balderson (R)         |
| Ohio                 | 13        |                              | Tim Ryan (D)                                   | Tim Ryan - 52,5%                             | Christina Hagan - 44,9% | Michael Fricke (L) - 2,6%                                                |                            | Tim Ryan (D)               |
| Ohio                 | 14        |                              | David Joyce (R)                                | Hillary O'Connor Mueri - 39,9%               | David Joyce - 60,1% |                                                                          |                            | David Joyce (R)            |
| Ohio                 | 15        | Steve Stivers (R)            | Joel Newby - 36,6%                             | Steve Stivers - 63,4%                        | | Steve Stivers (R)                                                        |                            |                            |
| Ohio                 | 16        | Anthony Gonzalez (R)         | Aaron P. Godfrey - 36,8%                       | Anthony Gonzalez - 63,2%                     | | Anthony Gonzalez (R)                                                     |                            |                            |
| Oklahoma             | 1         | Kevin Hern (R)               | Kojo Asamoa-Caesar - 32,7%                     | Kevin Hern - 63,7%                           | Evelyn Rogers (I) - 3,6% | Kevin Hern (R)                                                           |                            |                            |
| Oklahoma             | 2         | Markwayne Mullin (R)         | Danyell Lanier - 22,0%                         | Markwayne Mullin - 75,0%                     | Richie Castaldo (L) - 3,0%                                                                                                  | Markwayne Mullin (R)                                                     |                            |                            |
| Oklahoma             | 3         | Frank Lucas (R)              | Zoe Midyett - 21,5%                            | Frank Lucas - 78,5%                          | | Frank Lucas (R)                                                          |                            |                            |
| Oklahoma             | 4         | Tom Cole (R)                 | Mary Brannon - 28,8%                           | Tom Cole - 67,8%                             | Bob White (L) -3,4% | Tom Cole (R)                                                             |                            |                            |
| Oklahoma             | 5         |                              | Kendra Horn (D)                                | Kendra Horn - 47,9%                          | Stephanie Bice - 52,1% |                                                                          | Stephanie Bice (R)         |                            |
| Oregon               | 1         | Suzanne Bonamici (D)         | Suzanne Bonamici - 64,7%                       | Christopher Christensen - 35,3%              | |                                                                          | Suzanne Bonamici (D)       |                            |
| Oregon               | 2         |                              | Greg Walden (R)                                | Alex Spenser - 36,9%                         | Cliff Bentz - 59,9% | Robert Werch (L) - 3,1%                                                  |                            | Cliff Bentz (R)            |
| Oregon               | 3         |                              | Earl Blumenauer (D)                            | Earl Blumenauer - 73,0%                      | Joanna Harbour - 23,5% | Alex DiBlasi (V) - 1,9% Josh Solomon (L) - 1,5%                          |                            | Earl Blumenauer (D)        |
| Oregon               | 4         | Peter DeFazio (D)            | Peter DeFazio - 51,5%                          | Alek Skarlatos - 46,2%                       | Daniel Hoffay (V) - 2,2% | Peter DeFazio (D)                                                        |                            |                            |
| Oregon               | 5         | Kurt Schrader (D)            | Kurt Schrader - 51,9%                          | Amy Ryan Courser - 45,1%                     | Matthew James Rix (L) - 2,8%                                                                                                | Kurt Schrader (D)                                                        |                            |                            |
| Pennsylvania         | 1         |                              | Brian Fitzpatrick (R)                          | Christina Finello - 43,4%                    | Brian Fitzpatrick - 56,6%                                                                                                   |                                                                          |                            | Brian Fitzpatrick (R)      |
| Pennsylvania         | 2         |                              | Brendan Boyle (D)                              | Brendan Boyle - 72,5%                        | David Torres - 27,5% |                                                                          |                            | Brendan Boyle (D)          |
| Pennsylvania         | 3         | Dwight Evans (D)             | Dwight Evans - 91,0%                           | Michael Harvey - 9,0%                        | | Dwight Evans (D)                                                         |                            |                            |
| Pennsylvania         | 4         | Madeleine Dean (D)           | Madeleine Dean - 59,5%                         | Kathy Barnette - 40,5%                       | | Madeleine Dean (D)                                                       |                            |                            |
| Pennsylvania         | 5         | Mary Gay Scanlon (D)         | Mary Gay Scanlon - 64,7%                       | Dasha Pruett - 35,3%                         | | Mary Gay Scanlon (D)                                                     |                            |                            |
| Pennsylvania         | 6         | Chrissy Houlahan (D)         | Chrissy Houlahan - 56,1%                       | John Emmons - 43,9%                          | | Chrissy Houlahan (D)                                                     |                            |                            |
| Pennsylvania         | 7         | Susan Wild (D)               | Susan Wild - 51,9%                             | Lisa Scheller - 48,1%                        | | Susan Wild (D)                                                           |                            |                            |
| Pennsylvania         | 8         | Matt Cartwright (D)          | Matt Cartwright - 51,8%                        | Jim Bognet - 48,2%                           | | Matt Cartwright (D)                                                      |                            |                            |
| Pennsylvania         | 9         |                              | Dan Meuser (R)                                 | Gary Wegman - 33,7%                          | Dan Meuser - 66,3% |                                                                          |                            | Dan Meuser (R)             |
| Pennsylvania         | 10        | Scott Perry (R)              | Eugene DePasquale - 46,7%                      | Scott Perry - 53,3%                          | | Scott Perry (R)                                                          |                            |                            |
| Pennsylvania         | 11        | Lloyd Smucker (R)            | Sarah Hammond - 36,9%                          | Lloyd Smucker - 63,1%                        | | Lloyd Smucker (R)                                                        |                            |                            |
| Pennsylvania         | 12        | Fred Keller (R)              | Lee Griffin - 29,2%                            | Fred Keller - 70,8%                          | | Fred Keller (R)                                                          |                            |                            |
| Pennsylvania         | 13        | John Joyce (R)               | Todd Rowley - 26,5%                            | John Joyce - 73,5%                           | | John Joyce (R)                                                           |                            |                            |
| Pennsylvania         | 14        | Guy Reschenthaler (R)        | Bill Marx - 35,3%                              | Guy Reschenthaler - 64,7%                    | | Guy Reschenthaler (R)                                                    |                            |                            |
| Pennsylvania         | 15        | Glenn Thompson (R)           | Robert Williams - 26,5%                        | Glenn Thompson - 73,5%                       | | Glenn Thompson (R)                                                       |                            |                            |
| Pennsylvania         | 16        | Mike Kelly (R)               | Kristy Gnibus - 40,7%                          | Mike Kelly - 59,3%                           | | Mike Kelly (R)                                                           |                            |                            |
| Pennsylvania         | 17        |                              | Conor Lamb (D)                                 | Conor Lamb - 51,1%                           | Sean Parnell - 48,9% |                                                                          |                            | Conor Lamb (D)             |
| Pennsylvania         | 18        | Mike Doyle (D)               | Mike Doyle - 69,2%                             | Luke Negron - 30,8%                          | | Mike Doyle (D)                                                           |                            |                            |
| Rhode Island         | 1         | David Cicilline (D)          | David Cicilline - 70,8%                        | -                                            | Jeffrey Lemire (I) - 15,8% Frederick Wysocki (I) - 12,6%                                                                    | David Cicilline (D)                                                      |                            |                            |
| Rhode Island         | 2         | James Langevin (D)           | James Langevin - 58,2%                         | Robert Lancia - 41,5%                        | | James Langevin (D)                                                       |                            |                            |
| Tennessee            | 1         |                              | Phil Roe (R)                                   | Blair Walsingham - 22,5%                     | Diana Harshbarger - 74,7%                                                                                                   | Steve Holder (I) - 2,8%                                                  |                            | Diana Harshbarger (R)      |
| Tennessee            | 2         | Tim Burchett (R)             | Renee Hoyos - 31,1%                            | Tim Burchett - 67,6%                         | Matthew Campbell (I) - 1,3%                                                                                                 | Tim Burchett (R)                                                         |                            |                            |
| Tennessee            | 3         | Chuck Fleischmann (R)        | Meg Gorman - 30,5%                             | Chuck Fleischmann - 67,3%                    | Amber Hysell (I) - 1,6% Keith Sweitzer (I) - 0,6%                                                                           | Chuck Fleischmann (R)                                                    |                            |                            |
| Tennessee            | 4         | Scott DesJarlais (R)         | Christopher Hale - 33,3%                       | Scott DesJarlais - 66,7%                     | | Scott DesJarlais (R)                                                     |                            |                            |
| Tennessee            | 5         |                              | Jim Cooper (D)                                 | Jim Cooper                                   | - |                                                                          |                            | Jim Cooper (D)             |
| Tennessee            | 6         |                              | John Rose (R)                                  | Christopher Finley - 24,0%                   | John Rose - 73,7% | Christopher Monday (I) - 2,3%                                            |                            | John Rose (R)              |
| Tennessee            | 7         | Mark Green (R)               | Kiran Sreepada - 27,3%                         | Mark Green - 69,9%                           | Ronald Brown (I) - 2,2% Scott Vieira Jr. (I) -0,6%                                                                          | Mark Green (R)                                                           |                            |                            |
| Tennessee            | 8         | David Kustoff (R)            | Erika Stotts Pearson - 29,5%                   | David Kustoff - 68,5%                        | James Hart (I) - 1,1% Jon Dillard (I) - 0,9%                                                                                | David Kustoff (R)                                                        |                            |                            |
| Tennessee            | 9         |                              | Steve Cohen (D)                                | Steve Cohen - 77,4%                          | Charlotte Bergmann - 20,1%                                                                                                  | Dennis Clark (I) - 1,6% Bobby Lyons (I) - 0,9%                           |                            | Steve Cohen (D)            |
| Texas                | 1         |                              | Louie Gohmert (R)                              | Hank Gilbert - 27,4%                         | Louie Gohmert - 72,6% | -                                                                        |                            | Louie Gohmert (R)          |
| Texas                | 2         | Dan Crenshaw (R)             | Sima Ladjevardian - 42,8%                      | Dan Crenshaw - 55,6%                         | Elliott Scheirman (L) - 1,6%                                                                                                | Dan Crenshaw (R)                                                         |                            |                            |
| Texas                | 3         | Van Taylor (R)               | Lulu Seikaly - 42,9%                           | Van Taylor - 55,1%                           | Christopher J. Claytor (L) - 2,1%                                                                                           | Van Taylor (R)                                                           |                            |                            |
| Texas                | 4         | John Ratcliffe (R)           | Russell Foster - 22,6%                         | Pat Fallon - 75,1%                           | Lou Antonelli (L) - 1,9% | Pat Fallon (R)                                                           |                            |                            |
| Texas                | 5         | Lance Gooden (R)             | Carolyn Salter - 35,9%                         | Lance Gooden - 62,0%                         | Kevin Hale (L) - 2,1% | Lance Gooden (R)                                                         |                            |                            |
| Texas                | 6         | Ron Wright (R)               | Stephen Daniel - 44,0%                         | Ron Wright - 52,8%                           | Melanie Black (L) - 3,2% | Ron Wright (R)                                                           |                            |                            |
| Texas                | 7         |                              | Lizzie Fletcher (D)                            | Lizzie Fletcher - 50,8%                      | Wesley Hunt - 47,4% | Shawn Kelly (L) - 1,8%                                                   |                            | Lizzie Fletcher (D)        |
| Texas                | 8         |                              | Kevin Brady (R)                                | Elizabeth Hernandez - 25,5%                  | Kevin Brady - 72,5% | Chris Duncan (L) - 2,0%                                                  |                            | Kevin Brady (R)            |
| Texas                | 9         |                              | Al Green (D)                                   | Al Green - 75,5%                             | Johnny Teague - 21,6% | José Sosa (L) - 2,9%                                                     |                            | Al Green (D)               |
| Texas                | 10        |                              | Michael McCaul (R)                             | Mike Siegel - 45,3%                          | Michael McCaul - 52,5% | Roy Eriksen (L) - 2,2%                                                   |                            | Michael McCaul (R)         |
| Texas                | 11        | Mike Conaway (R)             | Jon Mark Hogg - 18,3%                          | August Pfluger - 79,7%                       | Wacey Alpha Cody (L) - 2,0%                                                                                                 | August Pfluger (R)                                                       |                            |                            |
| Texas                | 12        | Kay Granger (R)              | Lisa Welch - 33,0%                             | Kay Granger - 63,7%                          | Trey Holcomb (L) - 3,3% | Kay Granger (R)                                                          |                            |                            |
| Texas                | 13        | Mac Thornberry (R)           | Gus Trujillo - 18,5%                           | Ronny Jackson - 79,4%                        | Jack Westbrook (L) - 2,1%                                                                                                   | Ronny Jackson (R)                                                        |                            |                            |
| Texas                | 14        | Randy Weber (R)              | Adrienne Bell - 38,4%                          | Randy Weber - 61,6%                          | | Randy Weber (R)                                                          |                            |                            |
| Texas                | 15        |                              | Vicente González (D)                           | Vicente Gonzalez - 50,5%                     | Monica de la Cruz-Hernandez - 47,6%                                                                                         | Ross Lynn Leone (L) - 1,9%                                               |                            | Vicente González (D)       |
| Texas                | 16        | Veronica Escobar (D)         | Veronica Escobar - 64,7%                       | Irene Armendariz-Jackson - 35,3%             | | Veronica Escobar (D)                                                     |                            |                            |
| Texas                | 17        |                              | Bill Flores (R)                                | Rick Kennedy - 40,9%                         | Pete Sessions - 55,9% | Ted Brown (L) - 3,2%                                                     |                            | Pete Sessions (R)          |
| Texas                | 18        |                              | Sheila Jackson Lee (D)                         | Sheila Jackson Lee - 73,3%                   | Wendell Champion - 23,5% | Luke Spencer (L) - 1,8% Vince Duncan (I) - 1,4%                          |                            | Sheila Jackson Lee (D)     |
| Texas                | 19        |                              | Jodey Arrington (R)                            | Tom Watson - 22,9%                           | Jodey Arrington - 74,8% | Joe Burnes (L) - 2,4%                                                    |                            | Jodey Arrington (R)        |
| Texas                | 20        |                              | Joaquín Castro (D)                             | Joaquín Castro - 64,7%                       | Mauro Garza - 33,1% | Jeffrey C. Blunt (L) - 2,2%                                              |                            | Joaquín Castro (D)         |
| Texas                | 21        |                              | Chip Roy (R)                                   | Wendy Davis - 45,3%                          | Chip Roy - 52,0% | Arthur DiBianca (L) - 1,9% Tommy Wakely (V) - 0,8%                       |                            | Chip Roy (R)               |
| Texas                | 22        | Pete Olson (R)               | Sri Kulkarni - 44,6%                           | Troy Nehls - 51,5%                           | Joseph LeBlanc Jr. (L) - 3,9%                                                                                               | Troy Nehls (R)                                                           |                            |                            |
| Texas                | 23        | Will Hurd (R)                | Gina Ortiz Jones - 46,6%                       | Tony Gonzales - 50,6%                        | Beto Villela (L) - 2,8% | Tony Gonzales (R)                                                        |                            |                            |
| Texas                | 24        | Kenny Marchant (R)           | Candace Valenzuela - 47,5%                     | Beth Van Duyne - 48,8%                       | Darren Hamilton (L) - 1,6% Steve Kuzmich (I) - 1,2% Mark Bauer (I) - 0,9%                                                   | Beth Van Duyne (R)                                                       |                            |                            |
| Texas                | 25        | Roger Williams (R)           | Julie Oliver - 42,1%                           | Roger Williams - 55,9%                       | Bill Kelsey (L) - 2,0% | Roger Williams (R)                                                       |                            |                            |
| Texas                | 26        | Michael Burgess (R)          | Carol Iannuzzi - 37,3%                         | Michael Burgess - 60,6%                      | Mark Boler (L) - 2,1% | Michael Burgess (R)                                                      |                            |                            |
| Texas                | 27        | Michael Cloud (R)            | Ricardo de la Fuente - 34,9%                   | Michael Cloud - 63,1%                        | Phil Gray (L) - 2,0% | Michael Cloud (R)                                                        |                            |                            |
| Texas                | 28        |                              | Henry Cuellar (D)                              | Henry Cuellar - 58,3%                        | Sandra Whitten - 39,0% | Bekah Congdon (L) - 2,7%                                                 |                            | Henry Cuellar (D)          |
| Texas                | 29        | Sylvia Garcia (D)            | Sylvia Garcia - 71,1%                          | Jaimy Blanco - 27,4%                         | Phil Kurtz (L) - 1,5% | Sylvia Garcia (D)                                                        |                            |                            |
| Texas                | 30        | Eddie Bernice Johnson (D)    | Eddie Bernice Johnson - 77,5%                  | Tre Pennie - 18,4%                           | Eric Williams (I) - 4,1% | Eddie Bernice Johnson (D)                                                |                            |                            |
| Texas                | 31        |                              | John Carter (R)                                | Donna Imam - 44,3%                           | John Carter - 53,4% | Clark Patterson (L) - 2,2%                                               |                            | John Carter (R)            |
| Texas                | 32        |                              | Colin Allred (D)                               | Colin Allred - 51,9%                         | Genevieve Collins - 45,9%                                                                                                   | Christy Mowrey Peterson (L) - 1,4% Jason Sigmon (I) - 0,7%               |                            | Colin Allred (D)           |
| Texas                | 33        | Marc Veasey (D)              | Marc Veasey - 66,8%                            | Fabian Vasquez - 25,2%                       | Carlos Quintanilla (I) - 5,1% Jason Reeves (L) - 1,6% Renedria Welton (I) - 1,3%                                            | Marc Veasey (D)                                                          |                            |                            |
| Texas                | 34        | Filemon Vela (D)             | Filemon Vela - 55,4%                           | Rey Gonzalez - 41,8%                         | Anthony Cristo (L) - 1,6% Chris Royal (I) - 1,1%                                                                            | Filemon Vela (D)                                                         |                            |                            |
| Texas                | 35        | Lloyd Doggett (D)            | Lloyd Doggett - 65,4%                          | Jenny Sharon - 29,9%                         | Mark Loewe (L) - 2,7% Jason Mata Sr (I) - 1,9%                                                                              | Lloyd Doggett (D)                                                        |                            |                            |
| Texas                | 36        |                              | Brian Babin (R)                                | Rashad Lewis - 24,3%                         | Brian Babin - 73,6% | Chad Abbey (L) - 1,6% Hal Ridley Jr (V) - 0,5%                           |                            | Brian Babin (R)            |
| Utah                 | 1         | Rob Bishop (R)               | Darren Parry - 30,4%                           | Blake Moore - 69,5%                          | | Blake Moore (R)                                                          |                            |                            |
| Utah                 | 2         | Chris Stewart (R)            | Kael Weston - 36,6%                            | Chris Stewart - 59,0%                        | J. Robert Latham (L) - 4,4%                                                                                                 | Chris Stewart (R)                                                        |                            |                            |
| Utah                 | 3         | John Curtis (R)              | Devin Thorpe - 26,8%                           | John Curtis - 68,7%                          | Daniel Cummings (C) - 2,5% Thomas McNeill - 2,0%                                                                            | John Curtis (R)                                                          |                            |                            |
| Utah                 | 4         |                              | Ben McAdams (D)                                | Ben McAdams - 46,7%                          | Burgess Owens - 47,7% | John Molnar (L) - 3,5% Jonia Broderick - 2,1%                            | Burgess Owens (R)          |                            |
| Vermont              | Unico     | Peter Welch (D)              | Peter Welch - 67,3%                            | Miriam Berry - 27,0%                         | Peter Becker (I) - 2,3% Marcia Horne (I) - 1,2% Christopher Helali (C) - 1,0% Shawn Orr (I) - 0,5% Jerry Trudell (I) - 0,5% |                                                                          | Peter Welch (D)            |                            |
| Virginia             | 1         |                              | Rob Wittman (R)                                | Qasim Rashid - 41,8%                         | Rob Wittman - 58,2% |                                                                          |                            | Rob Wittman (R)            |
| Virginia             | 2         |                              | Elaine Luria (D)                               | Elaine Luria - 51,6%                         | Scott Taylor - 45,9% | David Foster (I) - 2,5%                                                  |                            | Elaine Luria (D)           |
| Virginia             | 3         | Bobby Scott (D)              | Bobby Scott - 68,5%                            | John Collick - 31,5%                         | | Bobby Scott (D)                                                          |                            |                            |
| Virginia             | 4         | Donald McEachin (D)          | Donald McEachin - 61,7%                        | Leon Benjamin - 38,3%                        | | Donald McEachin (D)                                                      |                            |                            |
| Virginia             | 5         |                              | Denver Riggleman (R)                           | Cameron Webb - 47,4%                         | Bob Good - 52,6% |                                                                          |                            | Bob Good (R)               |
| Virginia             | 6         | Ben Cline (R)                | Nicholas Betts - 35,3%                         | Ben Cline - 64,7%                            | | Ben Cline (R)                                                            |                            |                            |
| Virginia             | 7         |                              | Abigail Spanberger (D)                         | Abigail Spanberger - 50,9%                   | Nick Freitas - 49,1% |                                                                          |                            | Abigail Spanberger (D)     |
| Virginia             | 8         | Don Beyer (D)                | Don Beyer - 76,0%                              | Jeff Jordan - 24,0%                          | | Don Beyer (D)                                                            |                            |                            |
| Virginia             | 9         |                              | Morgan Griffith (R)                            | -                                            | Morgan Griffith - 94,0% |                                                                          |                            | Morgan Griffith (R)        |
| Virginia             | 10        |                              | Jennifer Wexton (D)                            | Jennifer Wexton - 56,6%                      | Aliscia Andrews - 43,4% |                                                                          |                            | Jennifer Wexton (D)        |
| Virginia             | 11        | Gerry Connolly (D)           | Gerry Connolly - 71,6%                         | Manga Anantatmula - 28,4%                    | | Gerry Connolly (D)                                                       |                            |                            |
| Virginia Occidentale | 1         |                              | David McKinley (R)                             | Natalie Cline - 31,0%                        | David McKinley - 69,0% |                                                                          |                            | David McKinley (R)         |
| Virginia Occidentale | 2         | Alex Mooney (R)              | Cathy Kunkel - 36,9%                           | Alex Mooney - 63,1%                          | | Alex Mooney (R)                                                          |                            |                            |
| Virginia Occidentale | 3         | Carol Miller (R)             | Hilary Turner - 28,7%                          | Carol Miller - 71,3%                         | | Carol Miller (R)                                                         |                            |                            |
| Washington           | 1         |                              | Suzan DelBene (D)                              | Suzan DelBene - 58,6%                        | Jeffrey Beeler - 41,3% |                                                                          |                            | Suzan DelBene (D)          |
| Washington           | 2         | Rick Larsen (D)              | Rick Larsen - 63,1%                            | Tim Hazelo - 36,7%                           | | Rick Larsen (D)                                                          |                            |                            |
| Washington           | 3         |                              | Jaime Herrera Beutler (R)                      | Carolyn Long - 43,4%                         | Jaime Herrera Beutler - 56,4%                                                                                               |                                                                          |                            | Jaime Herrera Beutler (R)  |
| Washington           | 4         | Dan Newhouse (R)             | Douglas McKinley - 33,6%                       | Dan Newhouse - 66,2%                         | | Dan Newhouse (R)                                                         |                            |                            |
| Washington           | 5         | Cathy McMorris Rodgers (R)   | Dave Wilson - 38,5%                            | Cathy McMorris Rodgers - 61,3%               | | Cathy McMorris Rodgers (R)                                               |                            |                            |
| Washington           | 6         |                              | Derek Kilmer (D)                               | Derek Kilmer - 59,3%                         | Elizabeth Kreiselmaier - 40,5%                                                                                              |                                                                          |                            | Derek Kilmer (D)           |
| Washington           | 7         | Pramila Jayapal (D)          | Pramila Jayapal - 83,0%                        | Craig Keller - 16,8%                         | | Pramila Jayapal (D)                                                      |                            |                            |
| Washington           | 8         | Kim Schrier (D)              | Kim Schrier - 51,7%                            | Jesse Jensen - 48,1%                         | | Kim Schrier (D)                                                          |                            |                            |
| Washington           | 9         | Adam Smith (D)               | Adam Smith - 74,1%                             | Doug Basler - 25,7%                          | | Adam Smith (D)                                                           |                            |                            |
| Washington           | 10        | Denny Heck (D)               | Marilyn Strickland - 49,3% Beth Doglio - 35,6% | -                                            | | Marilyn Strickland (D)                                                   |                            |                            |
| Wisconsin            | 1         |                              | Bryan Steil (R)                                | Roger Polack - 40,6%                         | Bryan Steil - 59,4% |                                                                          |                            | Bryan Steil (R)            |
| Wisconsin            | 2         |                              | Mark Pocan (D)                                 | Mark Pocan - 69,7%                           | Peter Theron - 30,3% |                                                                          |                            | Mark Pocan (D)             |
| Wisconsin            | 3         | Ron Kind (D)                 | Ron Kind - 51,3%                               | Derrick Van Orden - 48,7%                    | | Ron Kind (D)                                                             |                            |                            |
| Wisconsin            | 4         | Gwen Moore (D)               | Gwen Moore - 74,7%                             | Tim Rogers - 22,7%                           | Robert Raymond (I) - 2,5%                                                                                                   | Gwen Moore (D)                                                           |                            |                            |
| Wisconsin            | 5         |                              | Jim Sensenbrenner (R)                          | Tom Palzewicz - 39,9%                        | Scott Fitzgerald - 60,1% |                                                                          |                            | Scott L. Fitzgerald (R)    |
| Wisconsin            | 6         | Glenn Grothman (R)           | Jessica King - 40,7%                           | Glenn Grothman - 59,2%                       | | Glenn Grothman (R)                                                       |                            |                            |
| Wisconsin            | 7         | Tom Tiffany (R)              | Tricia Zunker - 39,2%                          | Tom Tiffany - 60,8%                          | | Tom Tiffany (R)                                                          |                            |                            |
| Wisconsin            | 8         | Mike Gallagher (R)           | Amanda Stuck - 35,8%                           | Mike Gallagher - 64,2%                       | | Mike Gallagher (R)                                                       |                            |                            |
| Wyoming              | Unico     | Liz Cheney (R)               | Lynnette Grey Bull - 24,6%                     | Liz Cheney - 68,7%                           | Richard Brubaker (L) - 3,8% Jeff Haggit (C) - 2,9%                                                                          | Liz Cheney (R)                                                           |                            |                            |